# Eberhard Mahle
Eberhard Mahle (* 7. Januar 1933 in Stuttgart; † 21. Dezember 2021) war ein deutscher Automobilrennfahrer.

## Leben
Eberhard Mahle, genannt Ebs, war der Sohn von Ernst Mahle, Mitbegründer und Mitinhaber der heutigen Mahle GmbH und Else Mahle, geb. Wurth aus Heppenheim. Seine Geschwister sind Ilse (* 1925), Ernst (1929–2025) und Christoph Mahle (* 1938). Ab 1940 besuchte Eberhard die Grundschule in der Leibnitzstraße in Stuttgart. Im Sommer 1943 zog Mutter Else mit ihren Kindern in das 1938 erworbene Feriendomizil Burg Rosenegg in Bürs bei Bludenz. Ab dem Sommer 1944 besuchte Mahle das Gymnasium in Bludenz. Schon als Elfjähriger hatte er nach eigenem Bekunden mit dem elterlichen Wagen, einem Opel mit Holzvergaser, Ausflüge in Vorarlberg unternommen.
1950 zog die Familie zurück nach Stuttgart. 1951 erfolgte der Umzug nach Brasilien, wo Vater Ernst für die Firma Mahle in São Paulo ein Kolbenwerk aufbaute. Im Jahr 1952 kehrte Eberhard als 19-Jähriger zurück nach Stuttgart, um Anfang 1953 sein Abitur zu machen. Anschließend studierte er zunächst zwei Semester Ingenieurwesen in Stuttgart und zwei Semester Volkswirtschaft in Tübingen. 1954 begann er als kaufmännischer Angestellter in der Exportabteilung bei Mahle.

## Rennkarriere

### 1954

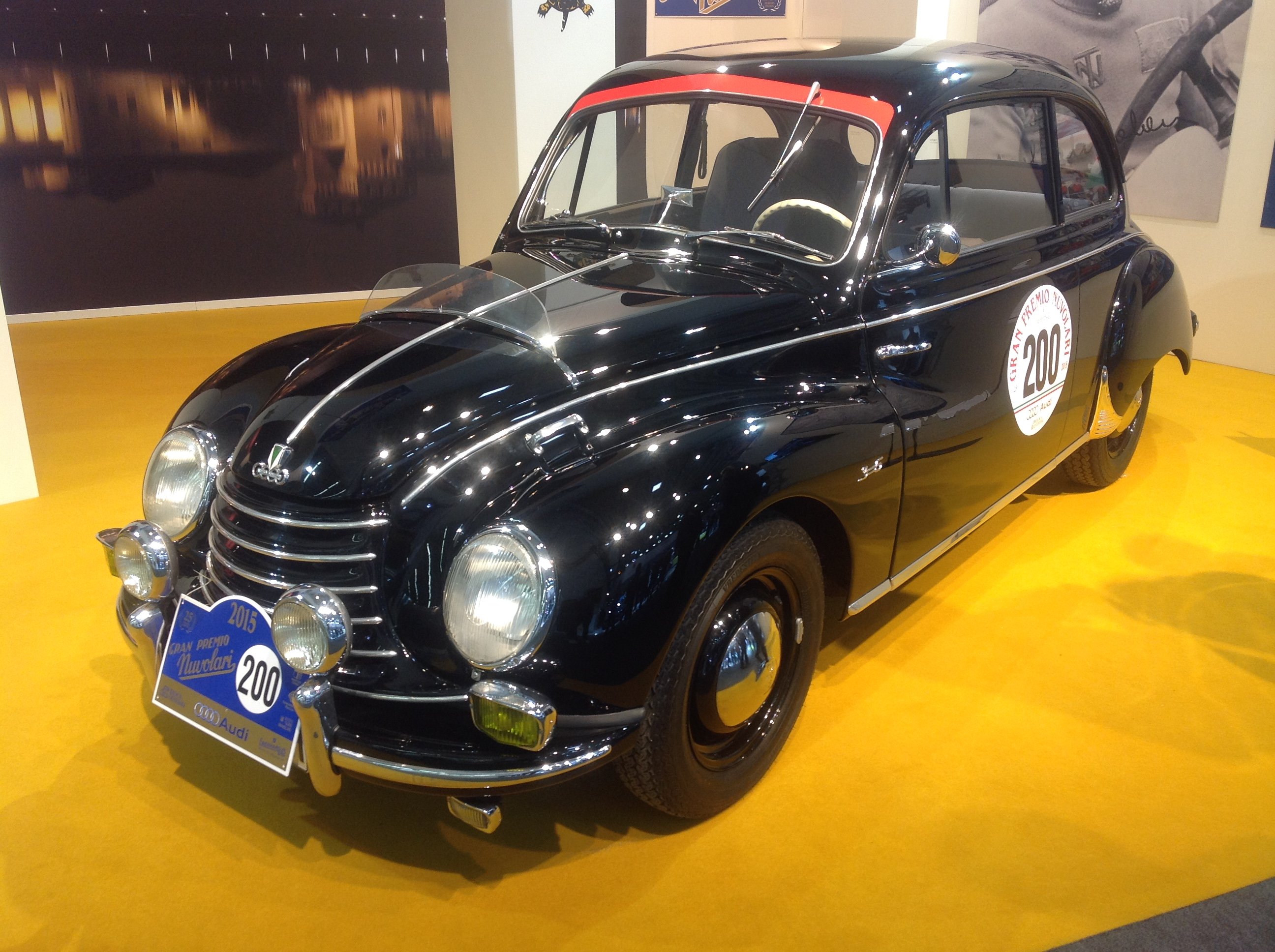
DKW F91

Mit 21 Jahren und dem Erreichen der Volljährigkeit startete Mahle 1954 bei der Stuttgarter Rallye Solitude auf einem DKW F 91 und gewann die Klasse der Serien-Tourenwagen bis 1000 cm³. Anschließend nahm Eberhard Mahle erfolgreich an einer Reihe weiterer Rallyes teil, so dass er schon kurz nach der Rallye Solitude die Internationale Lizenz beantragen konnte. Auf Anraten von Sven von Schröder nahm Eberhard Mahle mit Schröder als Beifahrer im DKW an der Rallye Balkanique 1954 teil. Er belegte den 3. Platz in der Gesamtwertung und gewann mit zwei weiteren DKW-Teams aus Deutschland die Team Wertung. Das Preisgeld, in Jugoslawischer Währung ausbezahlt, wurde in Sliwowitz umgesetzt, der wiederum in Deutschland verkauft wurde. So kam Mahle zu einer finanziellen Basis für die kommenden Veranstaltungen.
| Datum            | Veranstaltungen                                                      | Fahrzeug | Startnr. | Beifahrer         | Platzierung         |
| ---------------- | -------------------------------------------------------------------- | -------- | -------- | ----------------- | ------------------- |
| 12.–14. April    | Rallye Solitude                                                      | DKW 3=6  | 256      | Fritz Klenk       | 1.                  |
| 13. Mai          | Weinheimer Frühlingsfahrt                                            | DKW 3=6  |          | Fritz Klenk       | 1.                  |
| 10.–11. Juli     | 3. Badische Stern- und Nachtzuverlässigkeitsfahrt um die „Nachteule“ | DKW 3=6  |          | Sven von Schröder |                     |
| August           | WAC Clubfahrt                                                        | DKW 3=6  |          | Veigel            | 1.                  |
| August           | Hessenfahrt                                                          | DKW 3=6  |          |                   |                     |
| ab 22. September | Rallye Balkanique                                                    | DKW 3=6  | 15       | Sven von Schröder | 2. Klasse 3. Gesamt |
| 17. Oktober      | Rallye „Rund ums Kinzigtal“                                          | DKW 3=6  |          | Küpper            | 1.Gesamt            |
| 26. Oktober      | Gordon-Benett Rallye                                                 | BMW 501  |          | Behringer         |                     |
| 31. Oktober      | „Durch die Lüneburger Heide“                                         | DKW 3=6  |          |                   | 2.                  |

### 1955

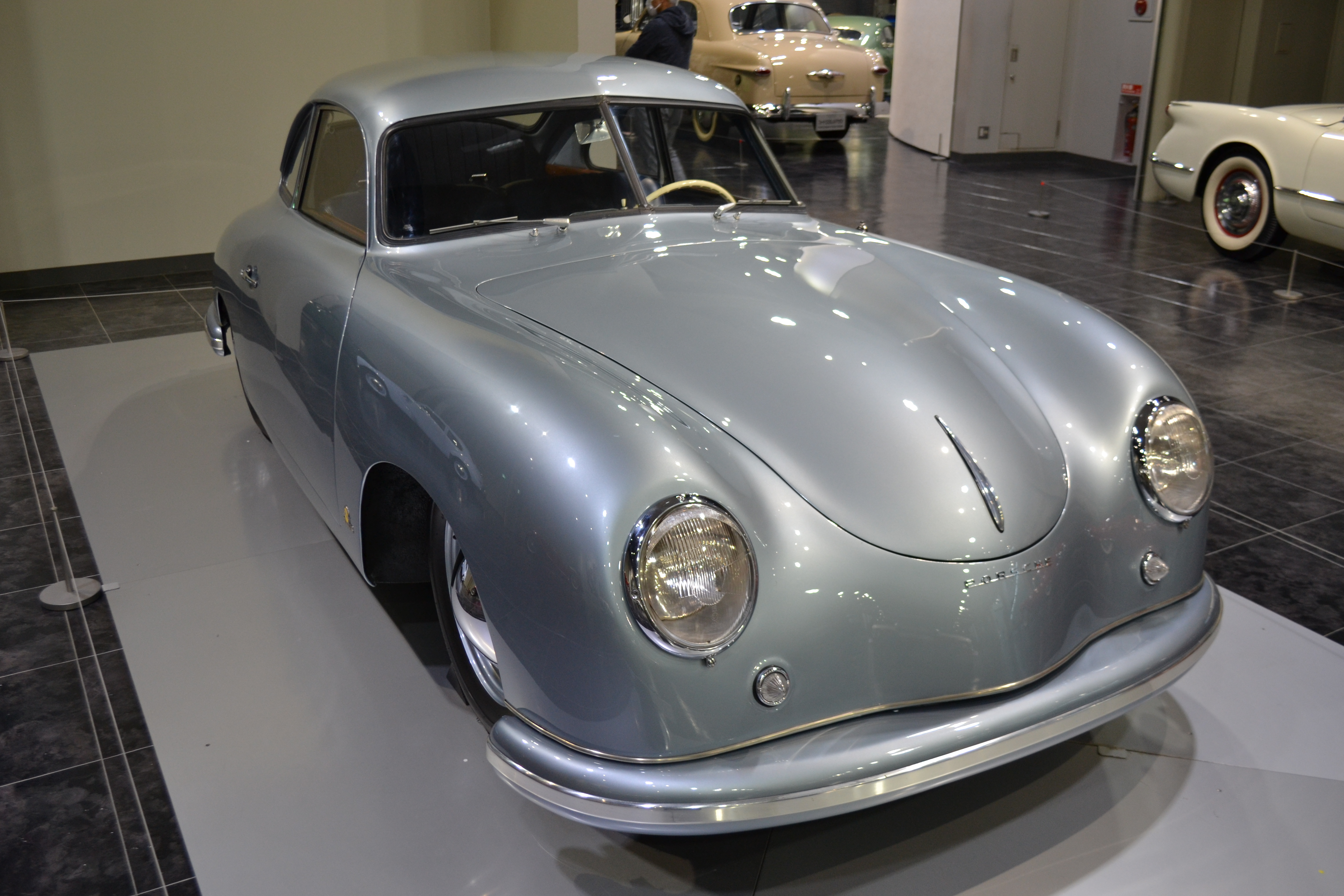
Porsche 356 1100

1955 war Mahle aufgrund verstärkter beruflicher Einbindung ein Jahr in dem für den Motorsport nur wenig Zeit blieb. Er legte sich aber einen Porsche 356 mit 40 PS zu und nahm damit (und mit dem DKW) an einem Bergrennen bei Reutlingen teil.

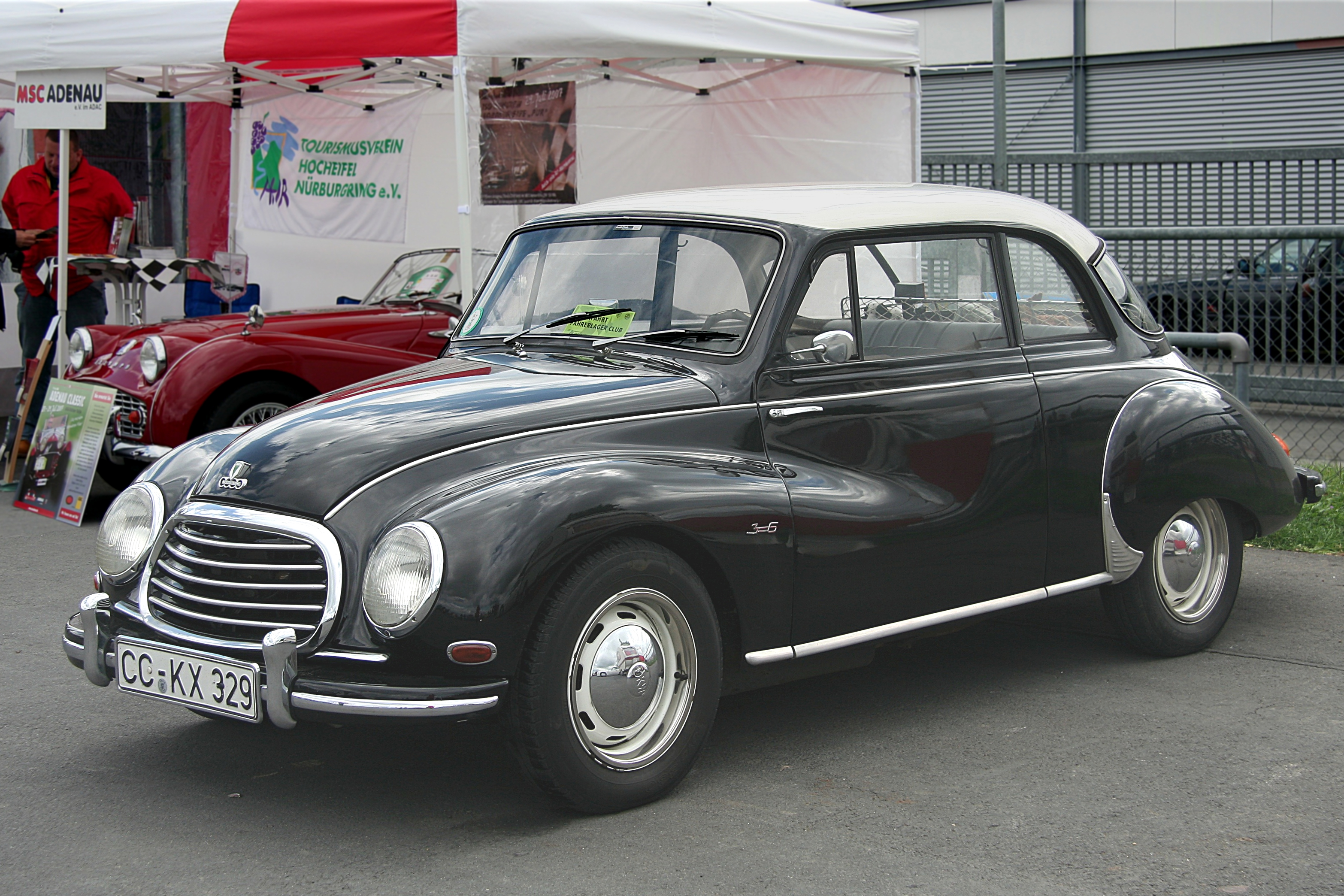

| Datum    | Veranstaltungen   | Fahrzeug                 | Startnr. | Beifahrer | Platzierung |
| -------- | ----------------- | ------------------------ | -------- | --------- | ----------- |
| 19. Juni | Achalm Bergrennen | DKW 3=6 Porsche 356 1100 | 134 123  |           | 4. 6.       |

### 1956

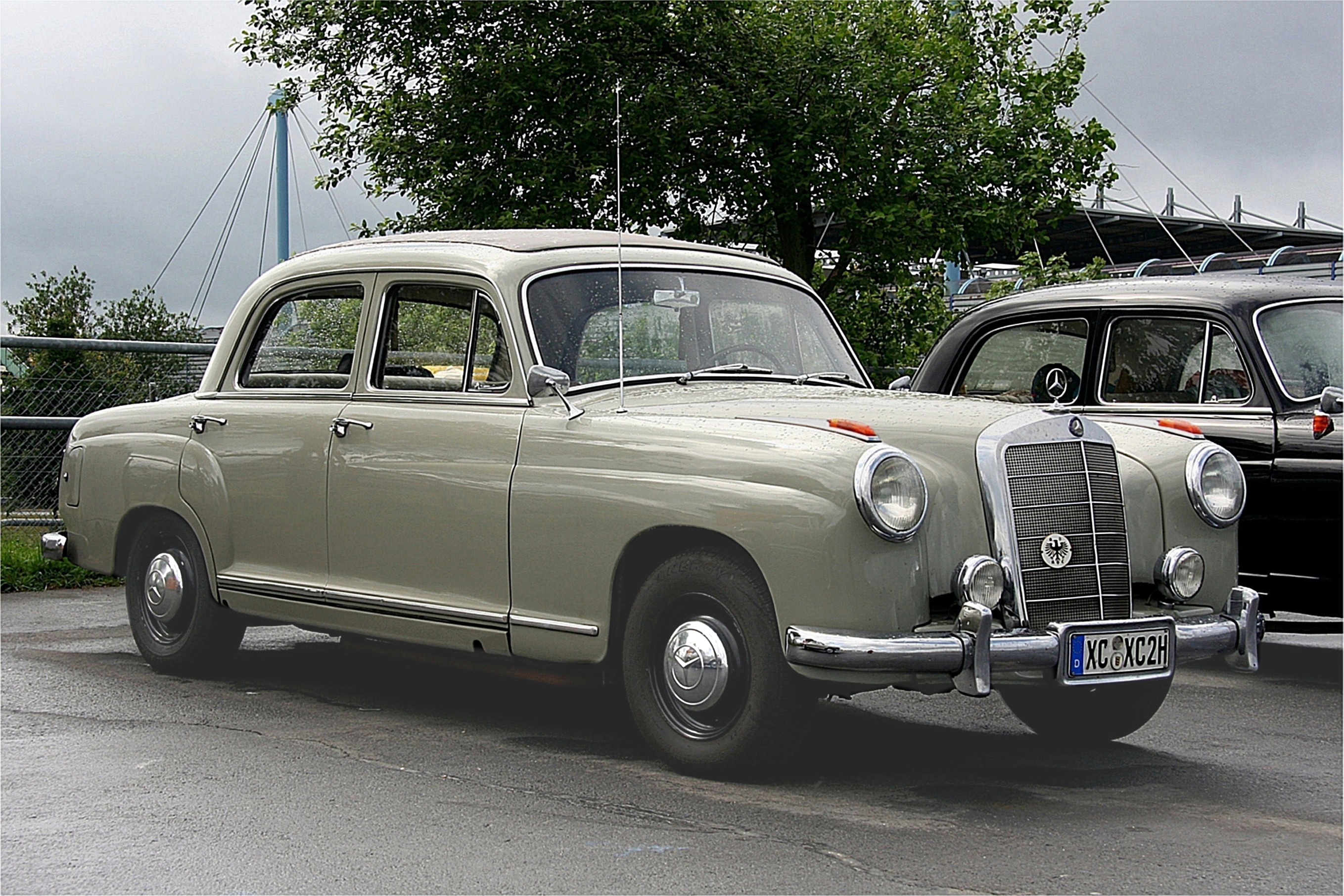
Mercedes-Benz 219

Für die Saison 1956 schaffte Eberhard Mahle einen neuen DKW an, dessen Motor eine Leistungssteigerung von 36 PS auf 55 PS erfuhr. Mit der DKW-Vertretung Emil Spahr vereinbarte er einen Wartungsdienst- und Reparaturvertrag – er erhielt diesen Service kostenlos.
| Datum             | Veranstaltungen                                                 | Fahrzeug          | Startnr. | Beifahrer   | Platzierung         |
| ----------------- | --------------------------------------------------------------- | ----------------- | -------- | ----------- | ------------------- |
| 20.–22. April     | 4. Rallye Solitude                                              | DKW 3=6           | 247      | Fritz Klenk | 1. Klasse 2. Gesamt |
| 12.–13. Mai       | 5. Ammergaufahrt                                                | DKW 3=6           |          |             | 1.                  |
| 1.–3. Juni        | Automobil Turnier Bad Homburg                                   | DKW 3=6           |          |             | 3.                  |
| 9.–10. Juni       | Rallye Frankenwald                                              | DKW 3=6           |          |             | 1.                  |
| 17. Juni          | Süd Rallye Nürnberg inkl. Nürburgring-Nordschleife              | DKW 3=6           |          |             | Gesamtsieg          |
| 20.–24. Juni      | Internationale Rallye Wiesbaden                                 | DKW 3=6           | 84       |             | 2.                  |
| 29. Juli          | Westfalen-Lippe-Fahrt                                           | DKW 3=6           | 221      |             | 2.                  |
| 18.–19. August    | ADAC Hessenfahrt mit „Wiesenauffahrt“                           | DKW 3=6           |          |             | 1.                  |
| 7.–9. September   | Internationale Rallye Bad Neuenahr mit Nürburgring-Nordschleife | DKW 3=6           |          |             | 1.                  |
| 22.–23. September | 1. Rallye Schauinsland                                          | DKW 3=6           | 14       |             | 1.                  |
| 7. Oktober        | Prüfungsfahrt Stuttgart                                         | DKW 3=6           |          |             | Gesamtsieg          |
| 27.–28. Oktober   | Rallye „Durch die Lüneburger Heide“                             | DKW 3=6           |          |             | 1.                  |
| 4. November       | Zuverlässigkeitsprüfung Backnang                                | Mercedes-Benz 219 |          |             | 1.                  |

### 1957

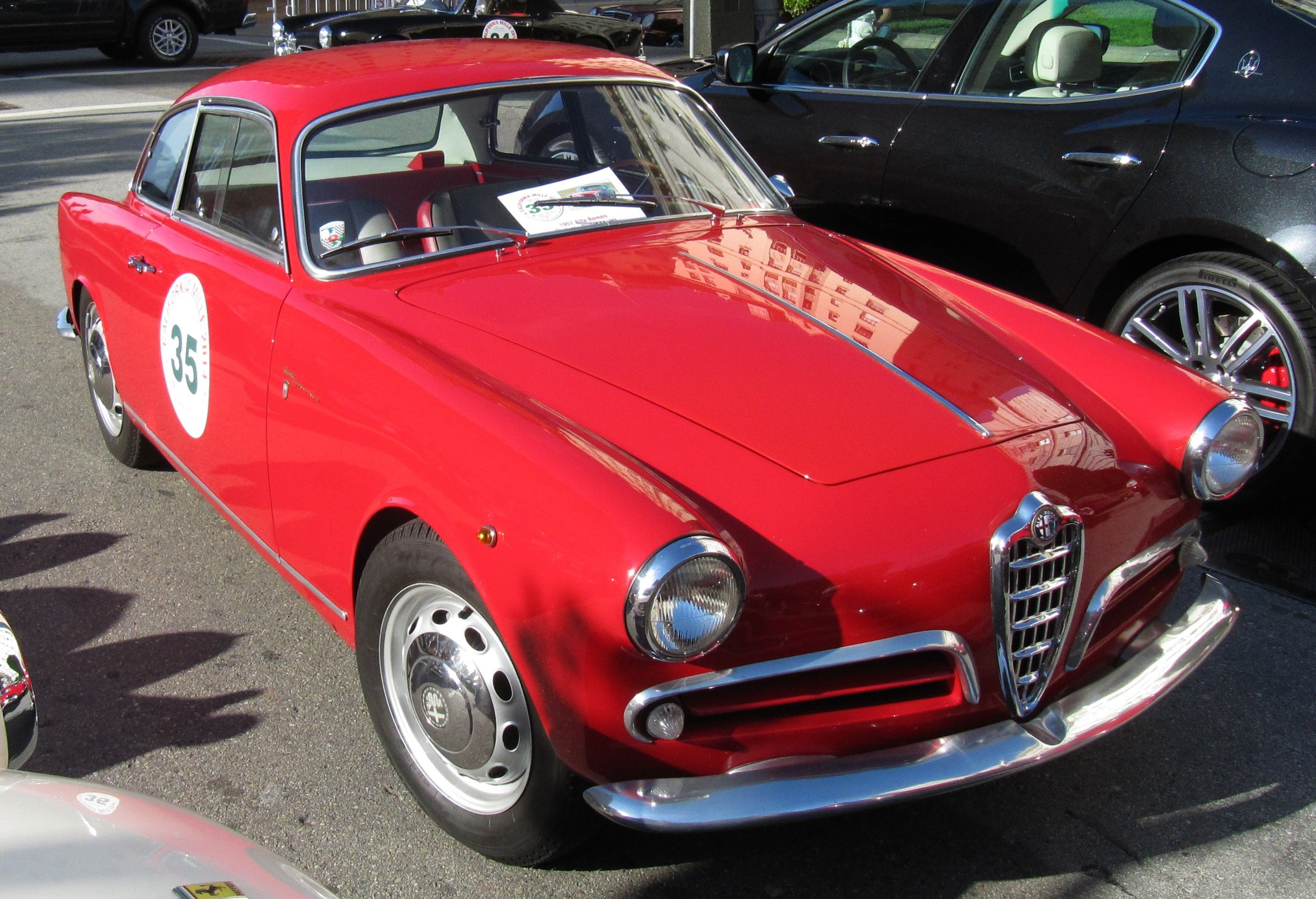
Alfa Romeo Giulietta Sprint Veloce

Für diese Saison plante Eberhard Mahle den Einstieg in den Rundstreckensport und kaufte dafür einen Alfa Romeo Giulietta Sprint Veloce mit 1300 cm³ Hubraum und 90 PS. Er sprach bei Alfa Romeo vor und bat um einen Sponsorenvertrag. Stattdessen bot ihm Vizedirektor Hruschka an, den Wagen werkseitig zu tunen und den Wagen nach jedem Rennen im Mailänder Stammwerk komplett durchsehen zu lassen. Die Kosten dafür würde Alfa Romeo zu 100 % übernehmen, aber nur, wenn Mahle mit dem Wagen die GT-Meisterschaft gewinnen würde. Eberhard Mahle musste die Rechnungen für die Wartungen nicht übernehmen, da er die Saison als Meister der GT-Klasse bis 1300 cm³ abschloss.
| Datum           | Veranstaltung                                  | Fahrzeug                           | Startnr. | Platzierung               |
| --------------- | ---------------------------------------------- | ---------------------------------- | -------- | ------------------------- |
| 12.–14. April   | 5. Rallye Solitude                             | Alfa Romeo Giulietta Sprint Veloce | 26       | 1. Gesamt                 |
| 26. Mai         | Internationales 1.000 km Rennen am Nürburgring | Alfa Romeo Giulietta Sprint Veloce | 80       | 1. GT-Klasse bis 1300 cm³ |
| Juni            | Deutschland-Rallye                             | Alfa Romeo Giulietta Sprint Veloce |          | Nicht im Ziel             |
| 16. Juni        | Rallye Bad Homburg                             | Alfa Romeo Giulietta Sprint Veloce |          | 2.                        |
| 30. Juni        | XX. Internationales Eifel-Rennen Nürburgring   | Alfa Romeo Giulietta Sprint Veloce |          | 1. GT-Wagen bis 1300 cm³  |
| 28. Juli        | Internationales Schauinsland-Rennen            | Alfa Romeo Giulietta Sprint Veloce | 20       | 2. GT-Wagen bis 1300 cm³  |
| 6.–8. September | Internationale Rallye Hanseat                  | Alfa Romeo Giulietta Sprint Veloce |          | 1.GT-Wagen bis 1300 cm³   |
| September       | Hansa-Pokal-Rennen Nürburgring                 | Alfa Romeo Giulietta Sprint Veloce | 26       | 1.                        |
| 15. September   | Rallye Bad Neuenahr                            | Alfa Romeo Giulietta Sprint Veloce |          | 1.                        |
| 29. Oktober     | Rallye Backnang                                | Alfa Romeo Giulietta Sprint Veloce |          | 1.                        |

### 1958

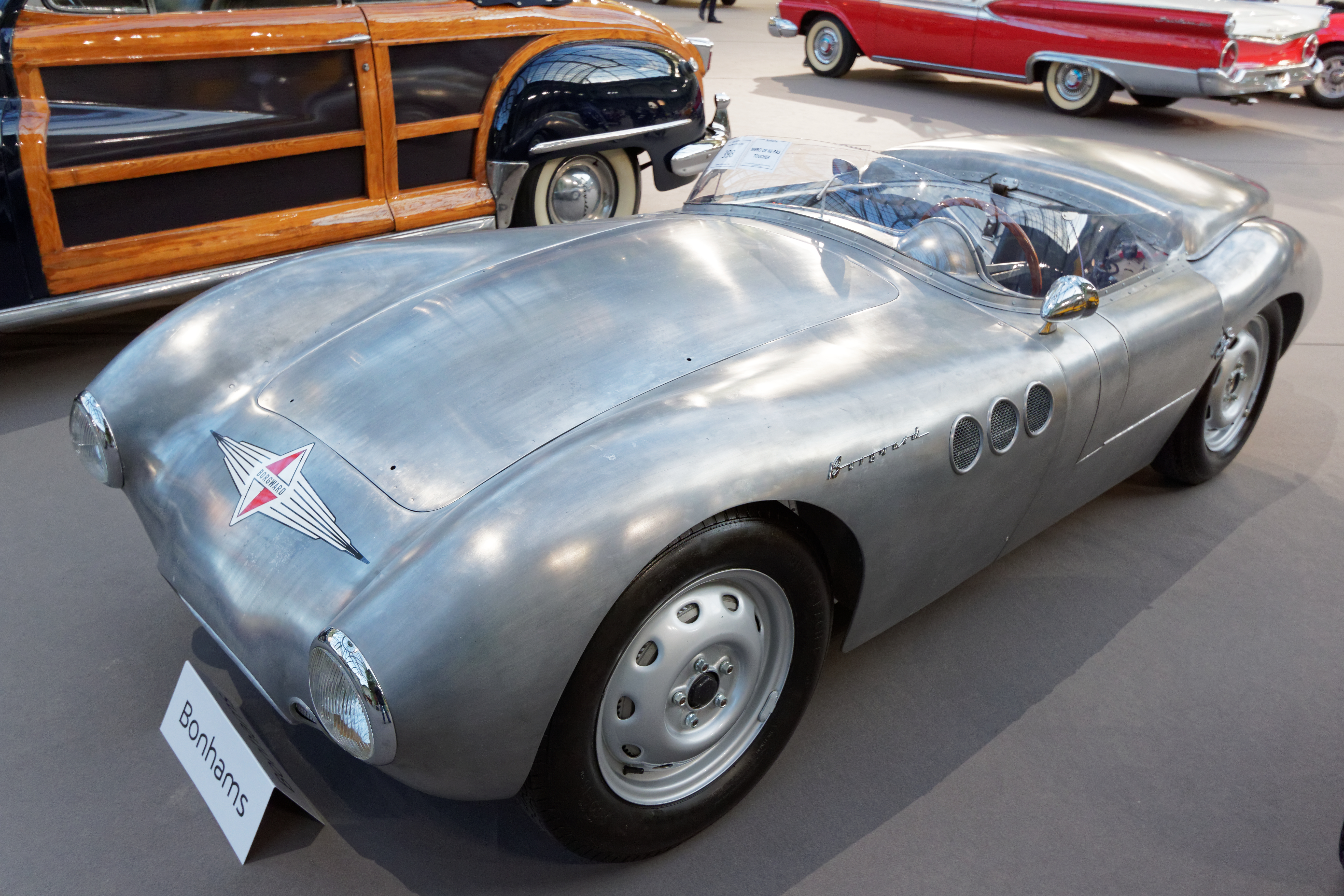
Borgward RS

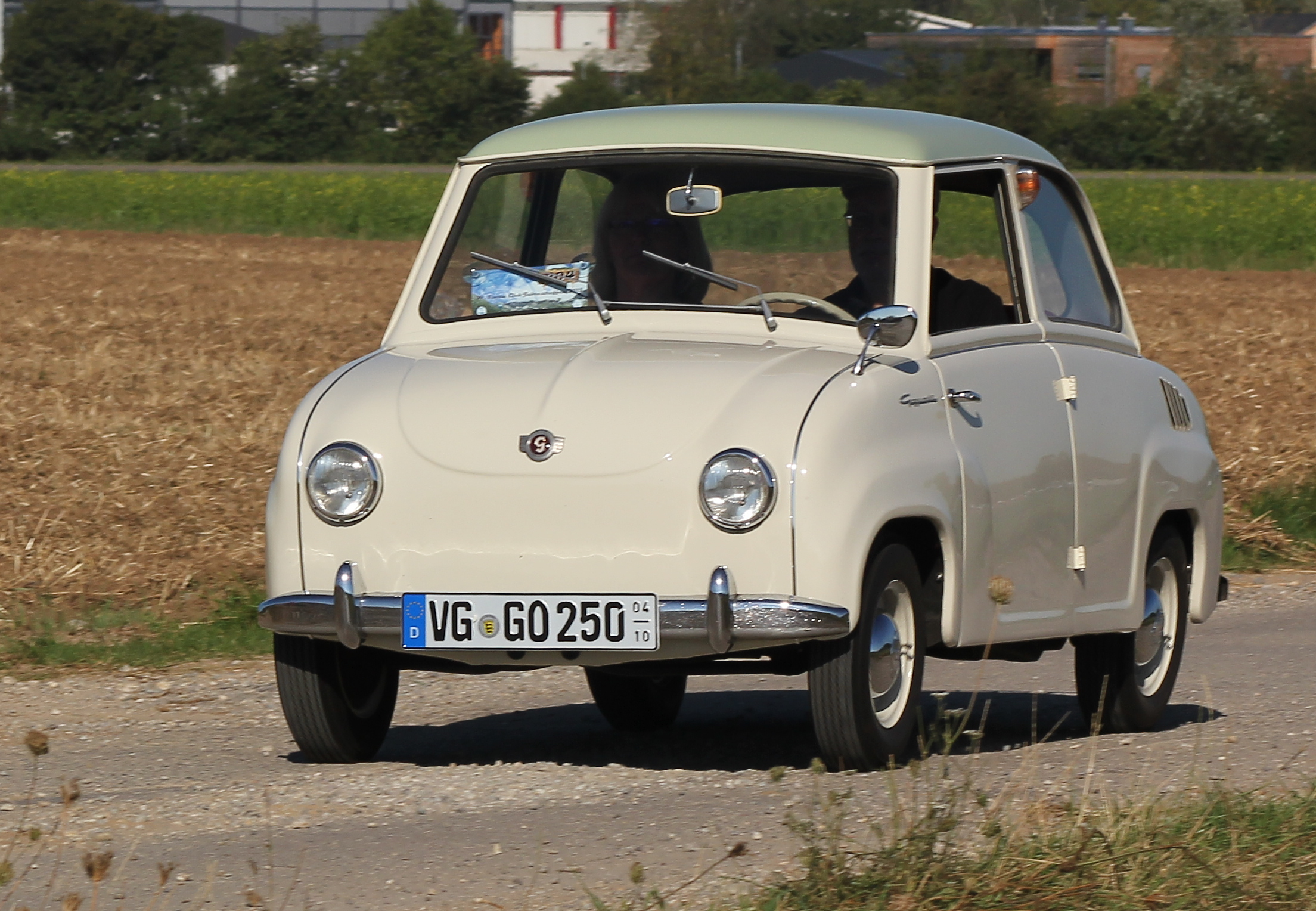
Goggomobil 400

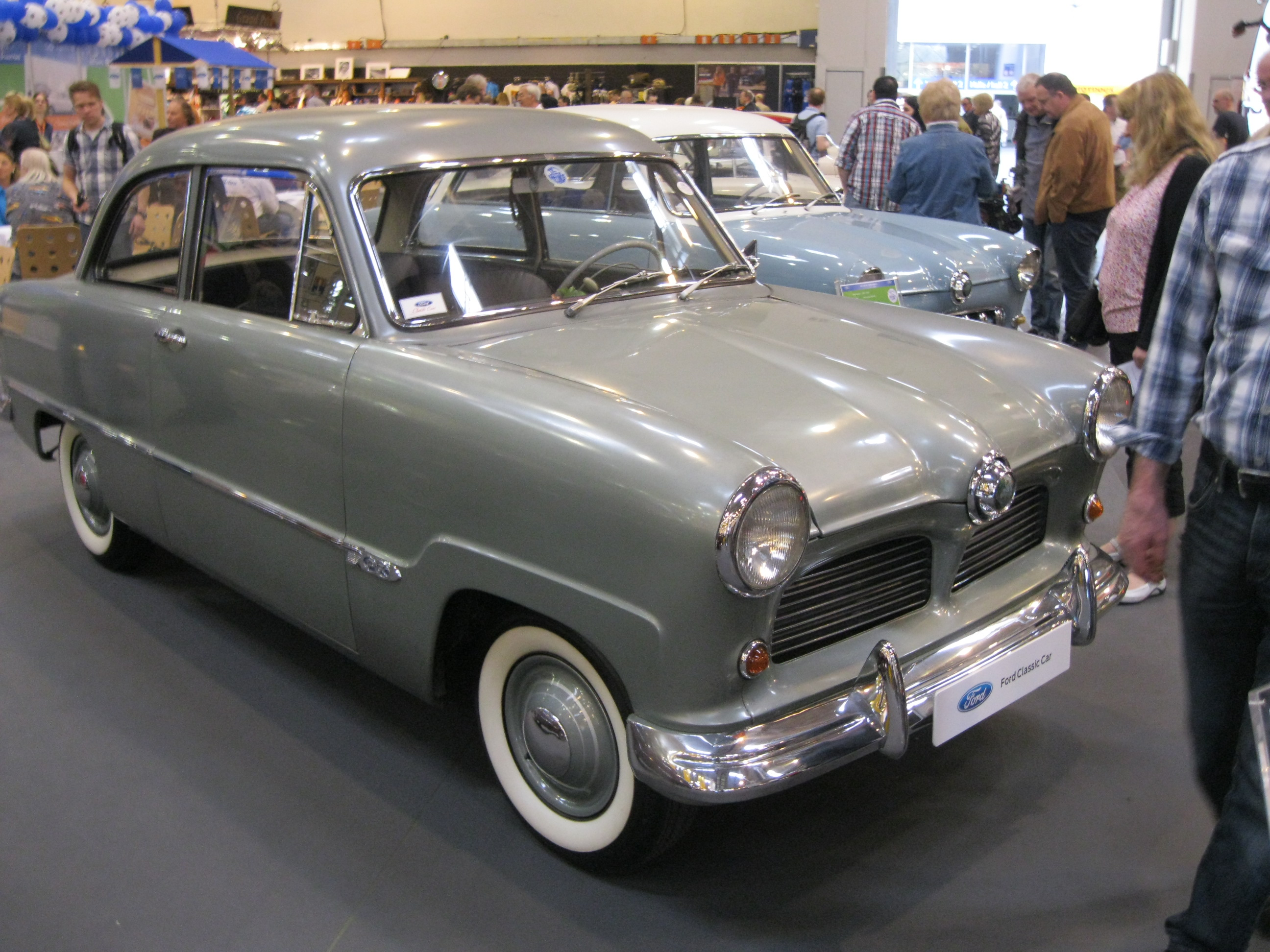
Ford Taunus 12M

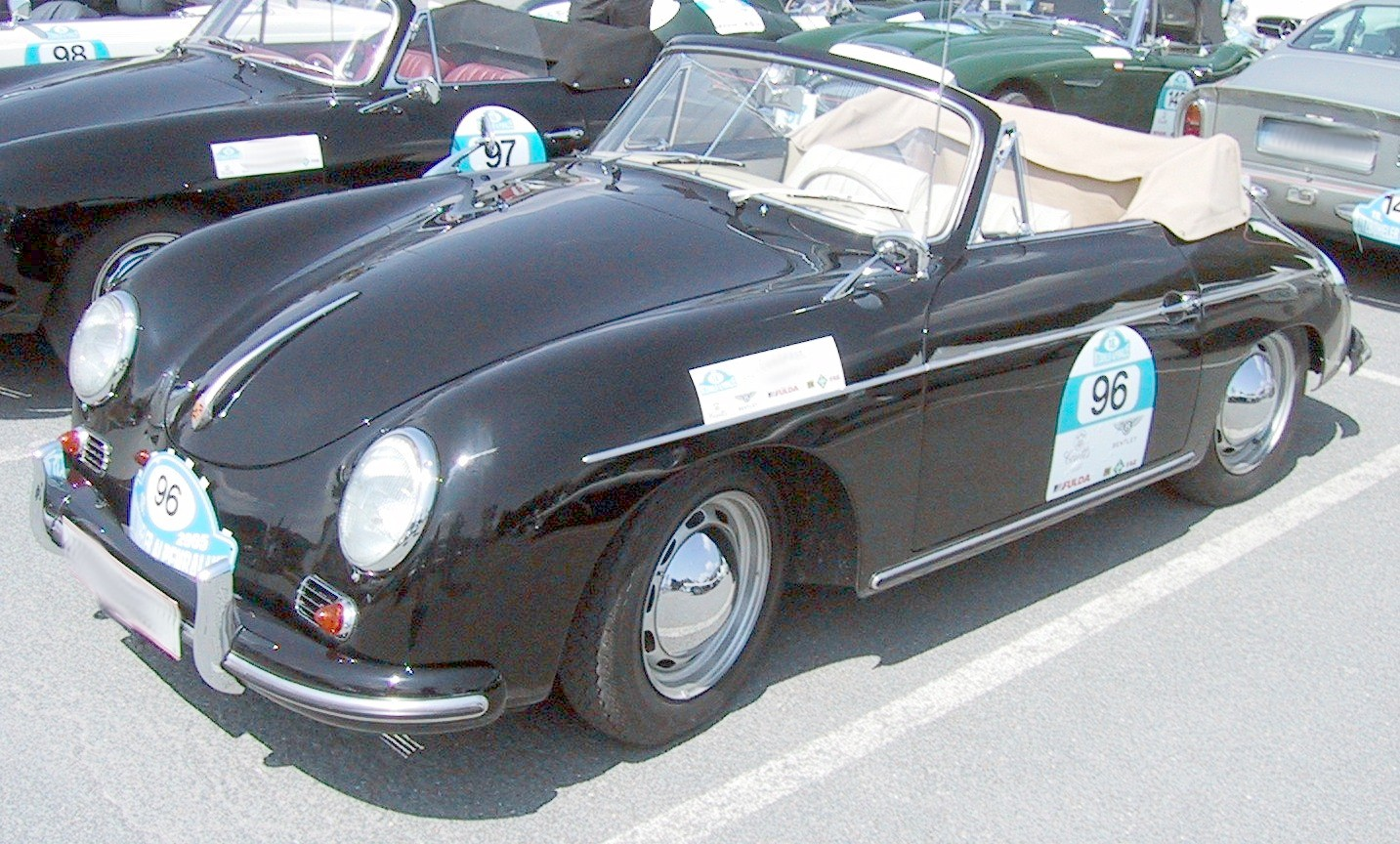
Porsche 356A Cabriolet

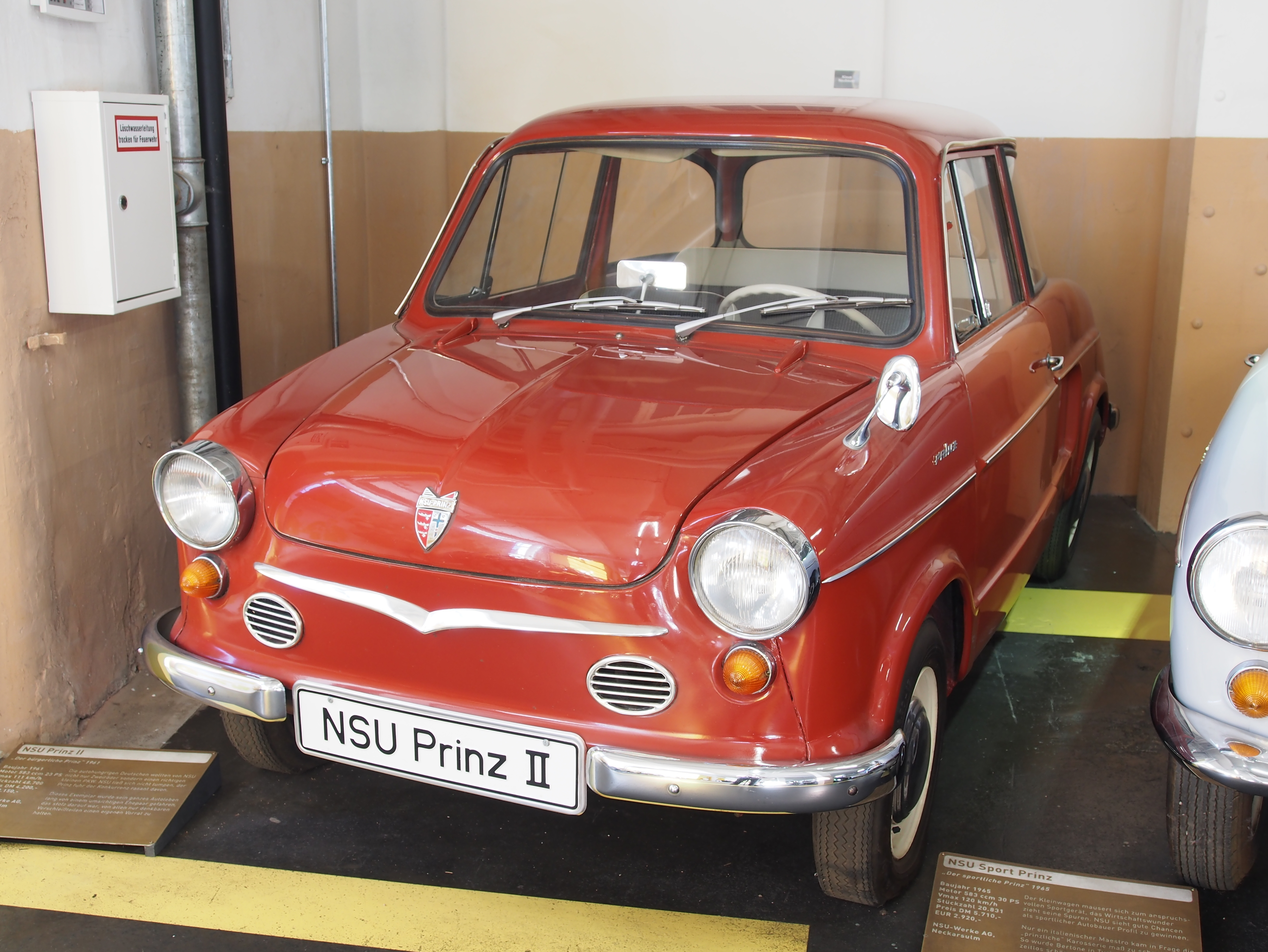
NSU Prinz II

Das Jahr 1958 war gekennzeichnet von zahlreichen Einsätzen als Werksfahrer für verschiedene Hersteller. Für Borgward startete er beim 1000 km-Rennen auf dem Nürburgring musste aber seinen Borgward RS an das Nr. 1-Team Hans Herrmann/Joakim Bonnier abgeben, als deren Wagen technische Probleme bekam. Ein zweiter Einsatz mit dem Borgward RS erfolgte beim AVUS-Rennen am 21. September. Im ersten der beiden Läufe kam er auf den 4. Platz, im zweiten Lauf wurde er sogar dritter, in der Gesamtwertung reichte es dennoch nur für Platz 4, da er den drittplatzierten Edgar Barth (auf Porsche) erst in der letzten Kurve überholte und er den Zeitrückstand aus Lauf 1 nicht mehr kompensieren konnte. Weitere Werkseinsätze bestritt Eberhard Mahle für Glas, Auto Union, NSU und Ford. Mit seinem privat eingesetzten Porsche 356 gewann er die Porsche-Sonderwertung des im Rahmen des Großen Preis von Deutschland der Formel 1 ausgetragenen GT-Rennens.
| Datum              | Veranstaltung                                              | Fahrzeug               | Startnr. | Platzierung                                                                    |
| ------------------ | ---------------------------------------------------------- | ---------------------- | -------- | ------------------------------------------------------------------------------ |
| 30. März           | Rallye Bremen                                              | Goggomobil 400         |          | 1.                                                                             |
| 11.–13. April      | 6. Rallye Solitude                                         | Goggomobil 400         |          | nicht im Ziel                                                                  |
| 18.–19. April      | Internationale ADAC-Rallye Hanseat                         | Ford Taunus 12M        | 120      | 1.                                                                             |
| 26. April – 2. Mai | Internationale Tulpen Rallye                               | DKW 3=6                | 165      | 1.                                                                             |
| 11. Mai            | Rheinpokal Rennen Hockenheimring                           | Goggomobil 400         |          | nicht im Ziel                                                                  |
| 15.–18. Mai        | Deutschland-Rallye                                         | Mercedes-Benz 190D     |          | 2.                                                                             |
| 1. Juni            | Internationales ADAC-1000km auf dem Nürburgring            | Borgward RS            |          | nicht im Ziel                                                                  |
| 29. Juni           | 1. Rallye Ellwangen                                        | Porsche 356A Cabriolet |          | 1. Mannschaft                                                                  |
| 13. Juli           | 1. Rallye Öhringen                                         | Porsche 356A Cabriolet |          | 1. Mannschaft                                                                  |
| 27. Juli           | Trophée d'Auvergne                                         | Porsche 356A Cabriolet | 64       |                                                                                |
| 3. August          | Großer Preis von Deutschland (GT-Rennen im Rahmenprogramm) | Porsche 356A Super 90  |          | 1. Porsche Sonderwertung                                                       |
| 5.–7. September    | Rallye Bad Neuenahr                                        | DKW F91                |          | 1. Serientourenwagen bis 1.000 cm³                                             |
| 21. September      | AVUS-Rennen                                                | Borgward RS            | 32       | 4.                                                                             |
| 3.–5. Oktober      | XXI. Eifelrennen auf dem Nürburgring (Südschleife)         | NSU Prinz 2            | 33       | 2. (Nach dem Rennen wurde alle gestarteten Werks-NSU aus der Wertung genommen) |

### 1959
Im Frühjahr kam Paul-Ernst Strähle auf Eberhard Mahle zu und bot im einen Start bei der Targa Florio an. Strähle wollte einen Porsche 550 A Spyder und seinen Porsche 356 Carrera 1600 einsetzen. Eberhard Mahle sollte sich das Cockpit mit Herbert Linge teilen. Er belegte am Ende Platz zwei im Rennen, bei dem Porsche-Fahrzeuge auf den Plätzen eins bis vier landeten.

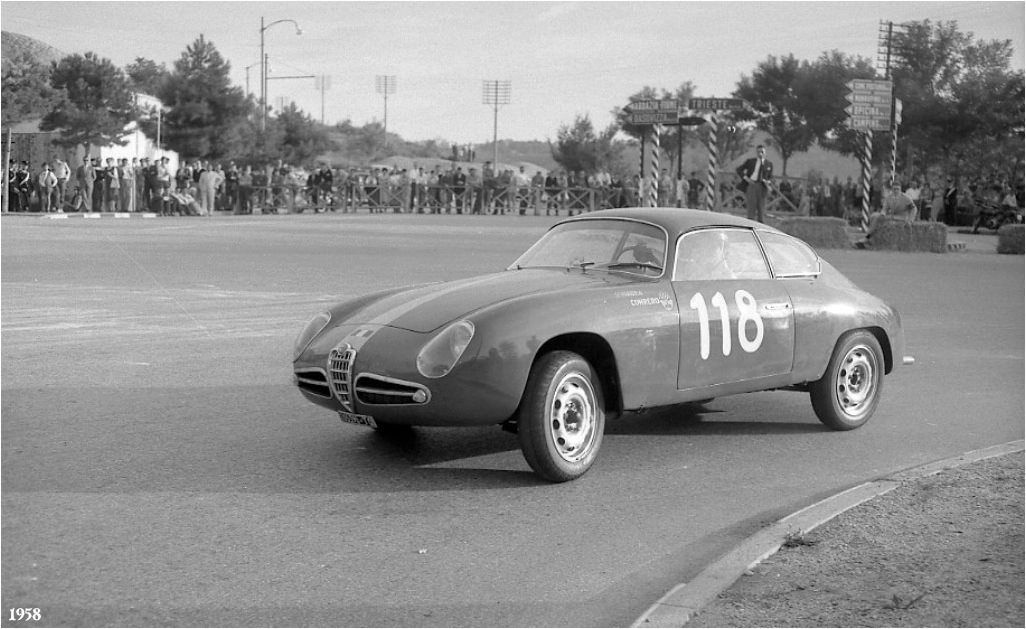
Alfa Romeo Giulietta Sprint Speziale Zagato

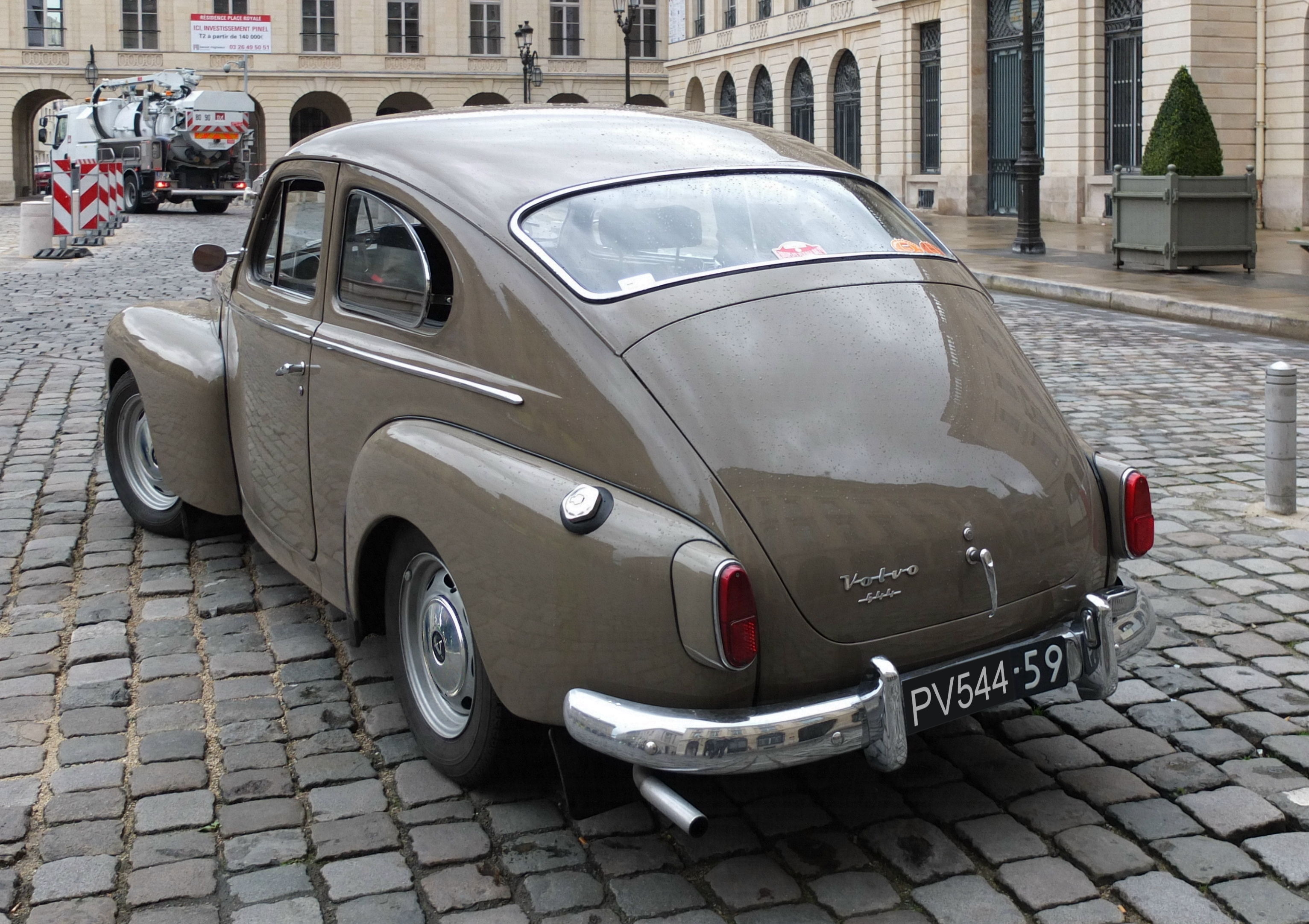
Volvo PV 544

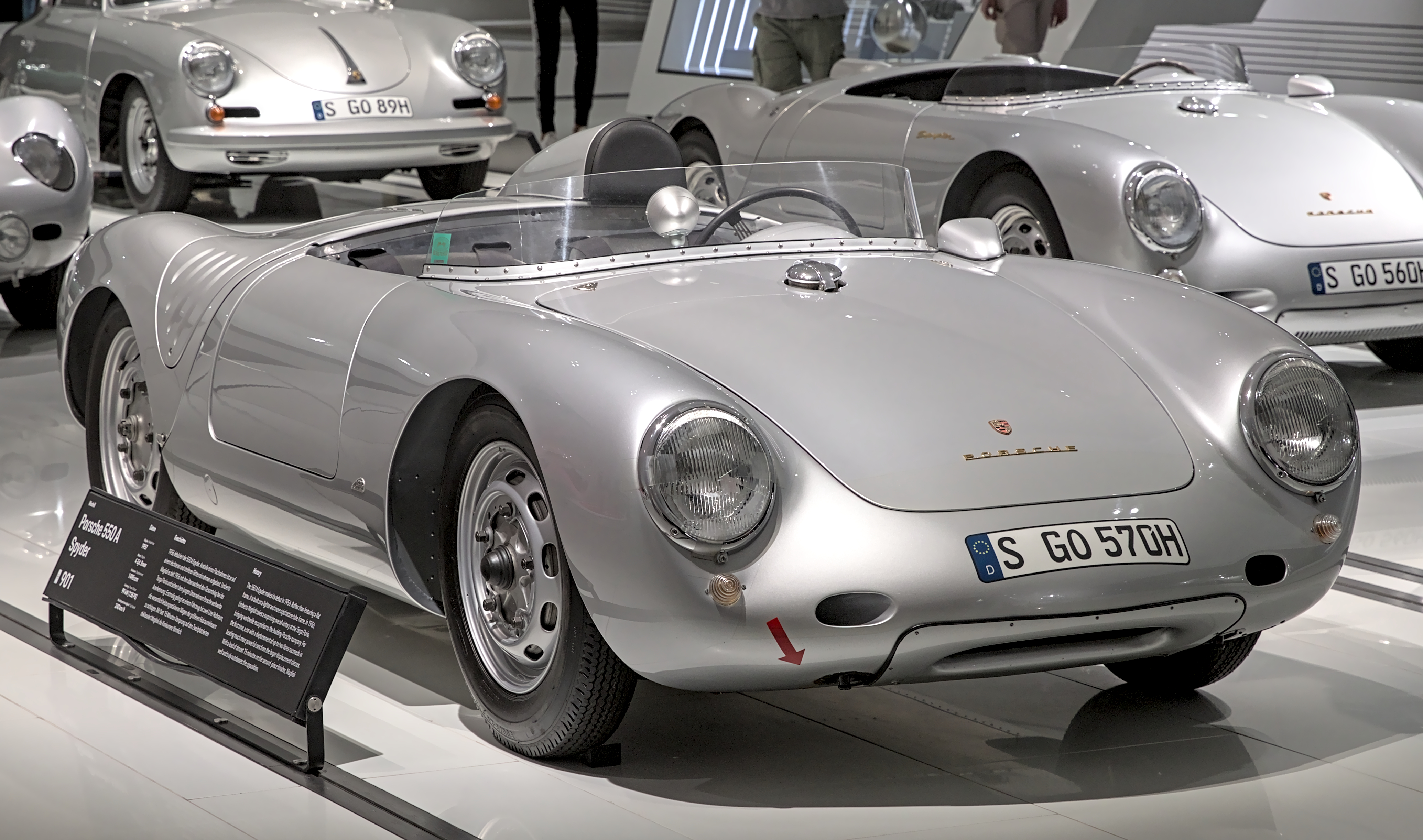
Porsche 550 A Spyder

Ebenfalls 1959 gewann er auf einem Volvo PV544 den ONS Bergmeisterpokal für Tourenwagen. Mit einem Alfa Romeo Giulietta Sprint Speciale Zagato nahm er am 1000-km-Rennen am Nürburgring teil, erreichte jedoch nicht das Ziel.
| Datum             | Veranstaltung                                    | Fahrzeug                                                  | Startnr. | Platzierung                                                                            |
| ----------------- | ------------------------------------------------ | --------------------------------------------------------- | -------- | -------------------------------------------------------------------------------------- |
| 8. März           | Flugplatzrennen Pferdsfeld                       | DKW 3=6                                                   |          | 4.                                                                                     |
| 12. April         | Internationale Rallye Hanseat                    | Mercedes-Benz 190                                         |          | 1. Klasse                                                                              |
| 25.–26. April     | Rallye Solitude                                  | Volvo PV544                                               |          | 3. Gesamt 1. Klasse                                                                    |
| 9.–10. Mai        | ADAC-Wallbergrennen                              | Volvo PV544                                               | 47       | 1. Klasse                                                                              |
| 24. Mai           | 43. Targa Florio                                 | Porsche 550 A Spyder                                      |          | 2. Gesamt                                                                              |
| 7. Juni           | Internationales ADAC 1.000-km-Rennen Nürburgring | Alfo Romeo Giulietta Sprint Speziale Zagato               | 80       | Nicht im Ziel                                                                          |
| 14. Juni          | Bergrennen Rossfeld                              | Volvo PV544 DKW Junior                                    |          | 1. Klasse 9. Klasse                                                                    |
| 5. Juli           | Internationale Rallye Wiesbaden                  | DKW 3=6                                                   |          | 1.                                                                                     |
| 19. Juli          | Solitude-Rennen                                  | NSU Prinz II 600 Volvo PV544 Hartmann DKW (Formel Junior) | 1 153 4  | 1. Serien-Tourenwagen bis 600 cm³ 1. Serien-Tourenwagen bis 1.600 cm³ 3. Formel Junior |
| 26. Juli          | Bergrennen Schauinsland                          | Volvo PV544                                               | 55       | 1. Serien-Tourenwagen bis 1600 cm³                                                     |
| 16. August        | Bergrennen Gaisberg                              | Volvo PV544                                               | 41       | 1. Verbesserte Tourenwagen bis 1600 cm³                                                |
| 26.–27. September | 2. Bergprüfung Pirmasens                         | Volvo PV544 DKW Junior                                    | 22       | 1. 2.                                                                                  |
| 4. Oktober        | Flugplatzrennen Innsbruck                        | Formel Junior Volvo PV544                                 |          | 5. 1.                                                                                  |
| 18. Oktober 1959  | Prüfungsfahrt Stuttgart / Solitude               | NSU Prinz                                                 |          | 1.                                                                                     |
| 25. Oktober       | Bergrennen Eberbach                              | Volvo PV544 DKW 3=6                                       | 84       | 1. Klasse bis 1.600 cm³ 1. Klasse bis 1.000 cm³                                        |
| November          | Clubmeisterschaft MCS                            | VW Käfer                                                  |          | 5.                                                                                     |

### 1960

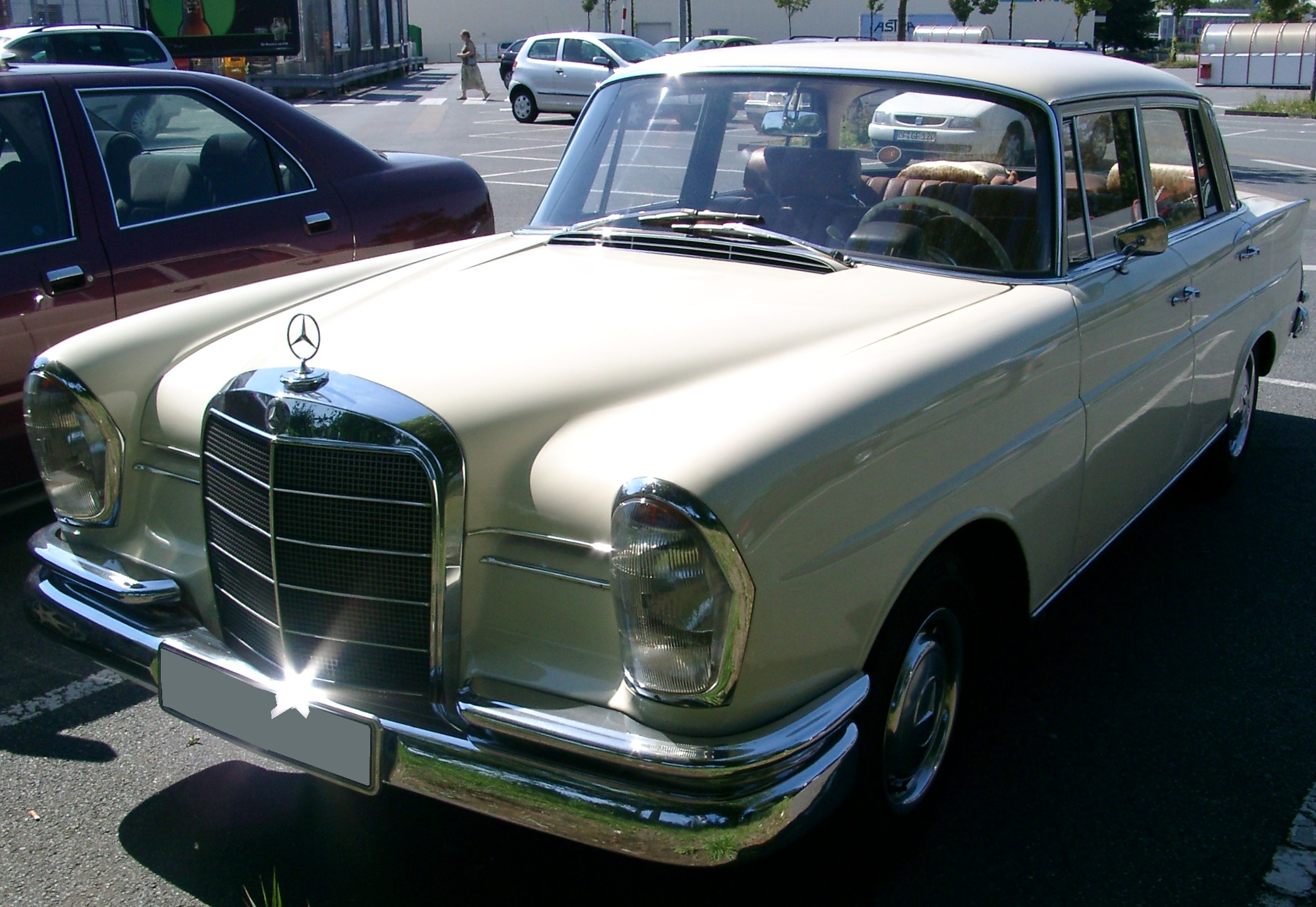
Mercedes-Benz 220 SE

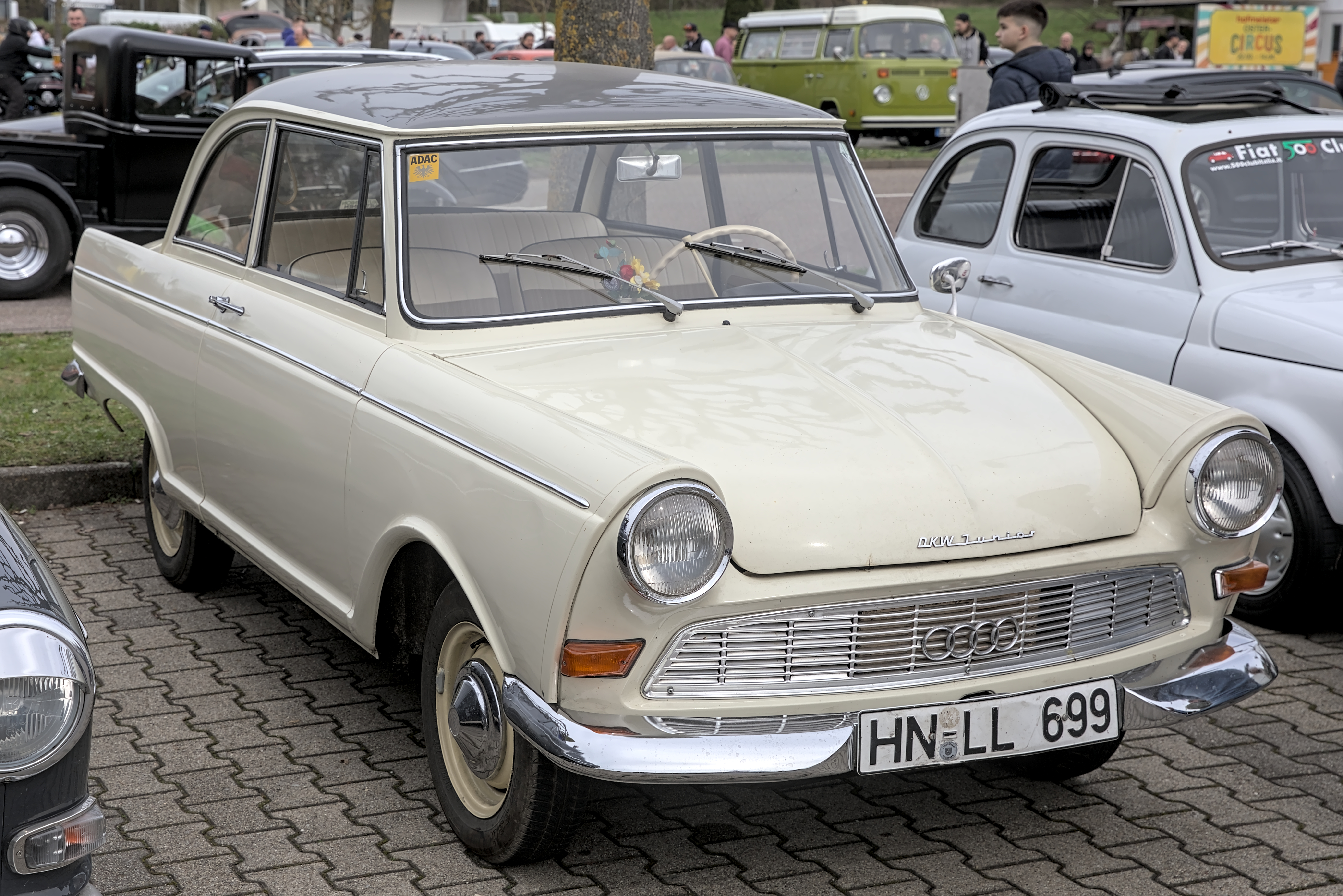
DKW Junior

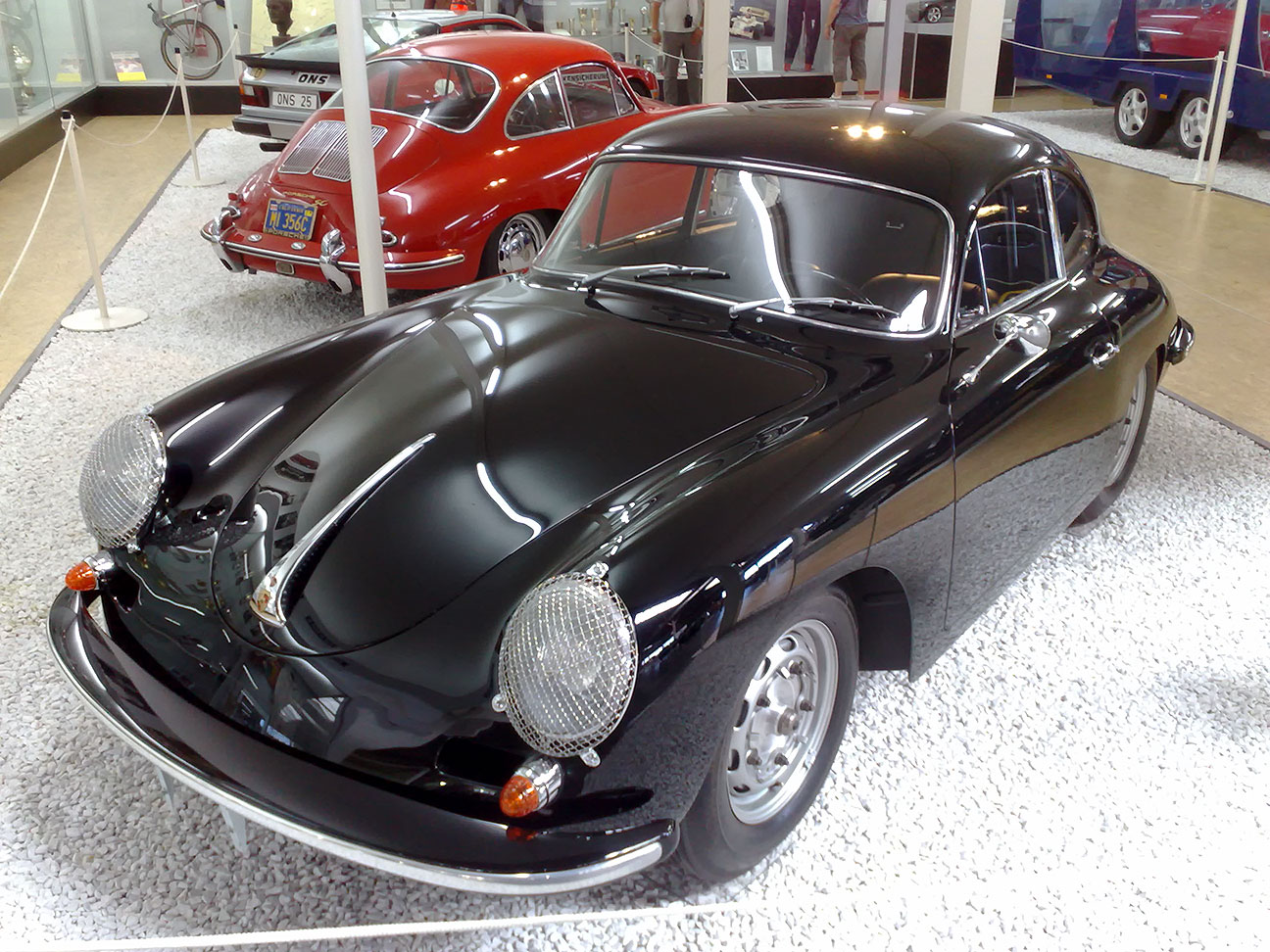
Porsche 356B Carrera

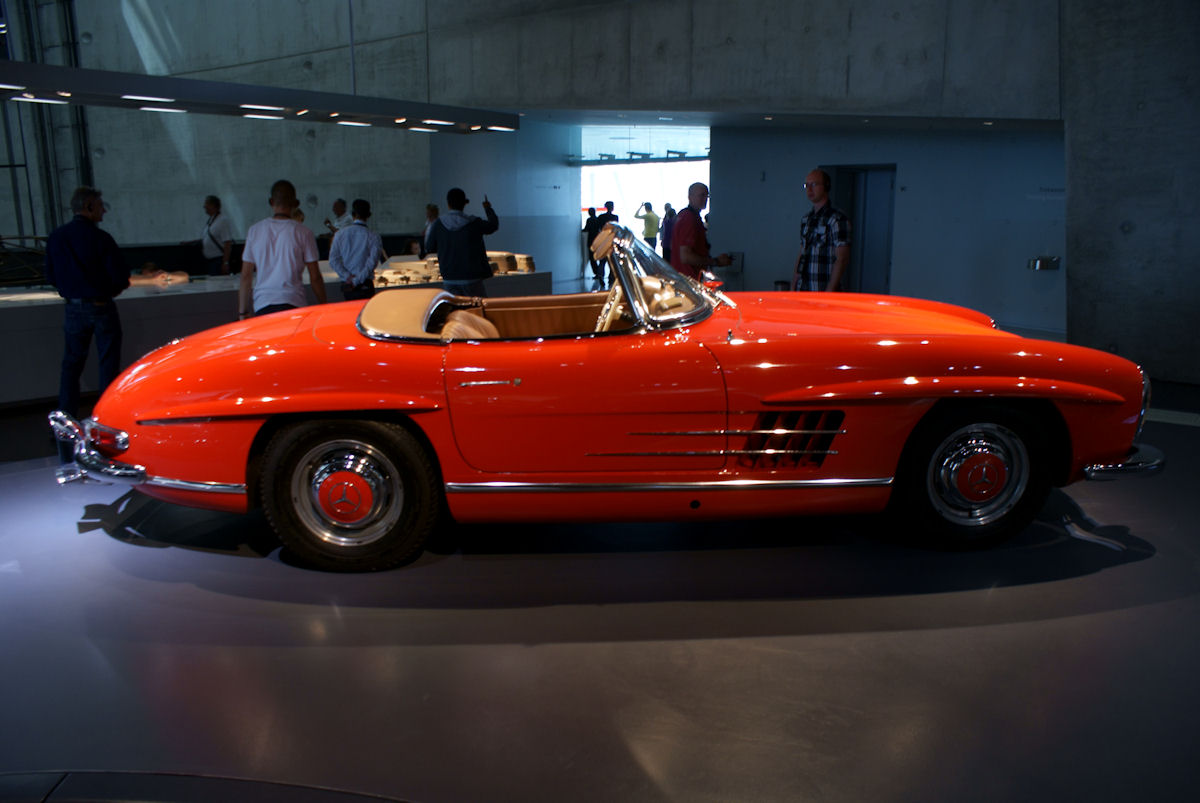
Mercedes-Benz 300 SL Roadster

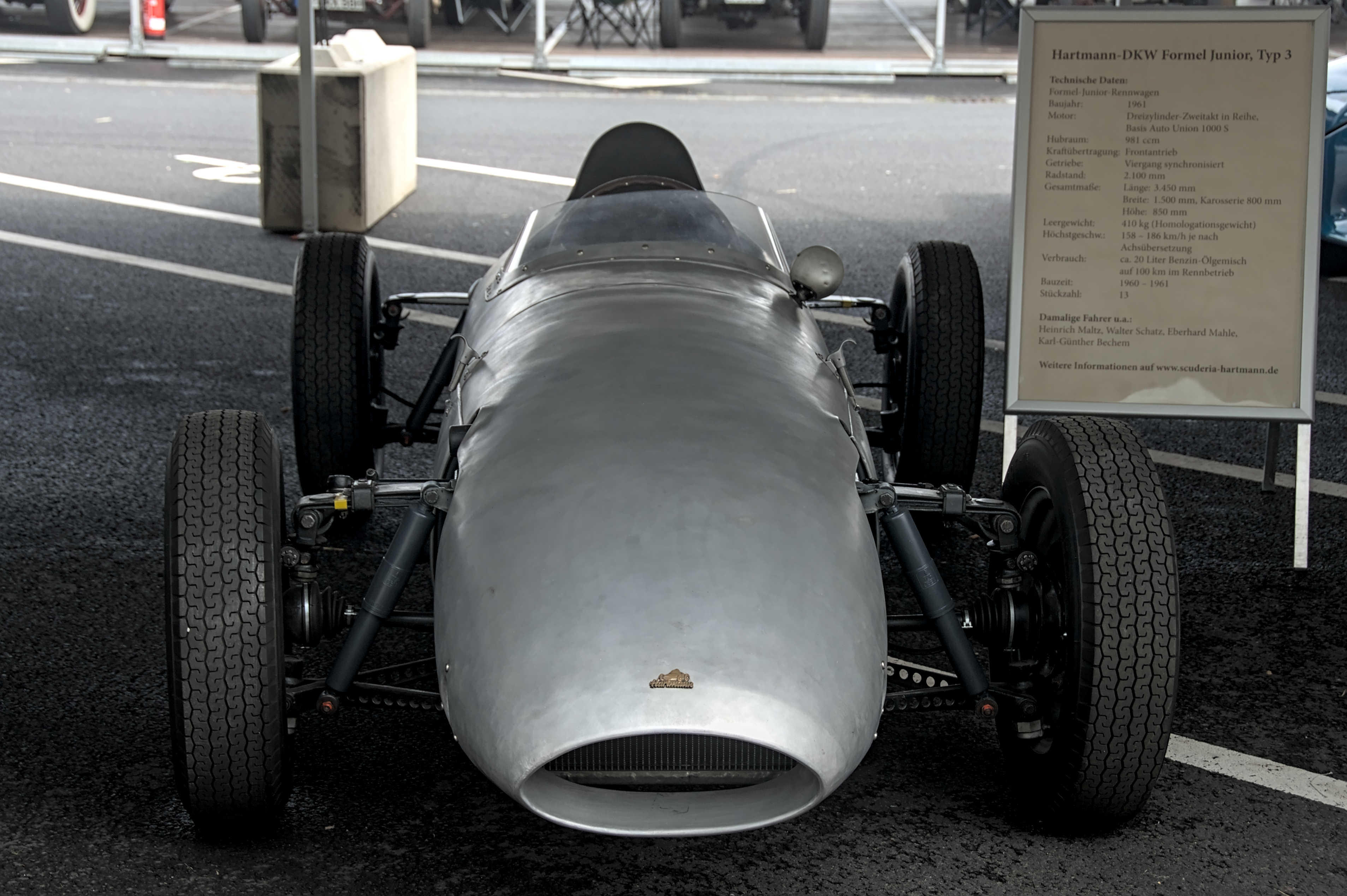
Hartmann-DKW

Ab 1960 war Eberhard Mahle neben Eugen Böhringer und Walter Schock Fahrer der Rallye-Werksmannschaft von Mercedes-Benz. Trotz seines Werksengagements fand er noch Zeit auch mit anderen Fahrzeugen an Rennveranstaltungen teilzunehmen.
| Datum          | Veranstaltung                             | Fahrzeug                                              | Startnr. | Platzierung                                                            |
| -------------- | ----------------------------------------- | ----------------------------------------------------- | -------- | ---------------------------------------------------------------------- |
| 18.–25. Januar | Rallye Monte Carlo                        | Mercedes-Benz 220 SE                                  | 135      | 3. Gesamt 1. Platz Marken-Team 1. Platz Club-Team                      |
| 6. März        | Flugplatzrennen Pferdsfeld                | DKW Junior                                            |          | 1. Tourenwagen bis 850 cm³                                             |
| 27. März       | Bergrennen Eberbach                       | unbekannt                                             |          | 1.                                                                     |
| 7.–9. April    | Internationale Rallye Genf                | Mercedes-Benz 220 SE                                  | 69       | 4. Gesamt 1. Serienmäßige Tourenwagen 2.000–2.500 cm³                  |
| 21. April      | Internationale Rallye Solitude            | Porsche 356 Super 90 Carrera                          |          | 1. GT-Wagen bis 1.600 cm³                                              |
| 2. Mai         | Internationale Tulpen Rallye              | Mercedes-Benz 220 SE                                  | 84       | 18. Gesamt 2. Serien-Tourenwagen bis 2.500 cm³ 1. Marken-Mannschaft    |
| 14. Mai        | Wallbergrennen                            | Mercedes-Benz 300 SL Roadster                         | 128      | 1. GT-Wagen bis 3.000 cm³                                              |
| 26.–29. Mai    | Internationale Österreichische Alpenfahrt | Mercedes-Benz 220 SE                                  | 96       | 1. Verbesserte Tourenwagen über 1.600 cm³                              |
| 10.–12. Juni   | Internationale Rallye Bad Homburg         | Mercedes-Benz 300 SL Roadster                         |          | 1.                                                                     |
| 19. Juni       | III. Internationales Rossfeld-Bergrennen  | Mercedes-Benz 300 SL Roadster DKW Junior Hartmann-DKW | 174 58 1 | 2. GT-Wagen über 2.500 cm³ 4. Tourenwagen bis 800 cm³ 2. Formel Junior |
| 2.–3. Juli     | Internationale Rallye AVUS                | Alfa Romeo Giulia                                     |          | 1.                                                                     |
| 15.–17. Juli   | Internationale Rallye Wiesbaden           | Mercedes-Benz 220 SE                                  |          | 2.                                                                     |
| 24. Juni       | Solitude-Rennen                           | Hartmann-DKW                                          | 16       | 12. Formel Junior                                                      |
| 28. September  | Internationale Deutschland-Rallye         | Mercedes-Benz 300 SL Roadster                         |          | 4.                                                                     |
| 8. Oktober     | Flugplatzrennen Innsbruck                 | unbekannt                                             |          | 2.                                                                     |
| 9. Oktober     | Bergrennen Sudelfeld                      | Mercedes-Benz 300 SL Roadster                         |          | 2. GT-Wagen über 1.600 cm³                                             |
| 16. Oktober    | Bergrennen Schorndorf                     | Mercedes-Benz 300 SL Roadster                         |          | 1.                                                                     |
| 23. Oktober    | Eberbacher Bergrennen                     | Mercedes-Benz 300 SL Roadster                         |          | 1.                                                                     |
| 29. Oktober    | MCS Clubmeisterschaft                     | Käfer-Buggy                                           |          | 1.                                                                     |

### 1961

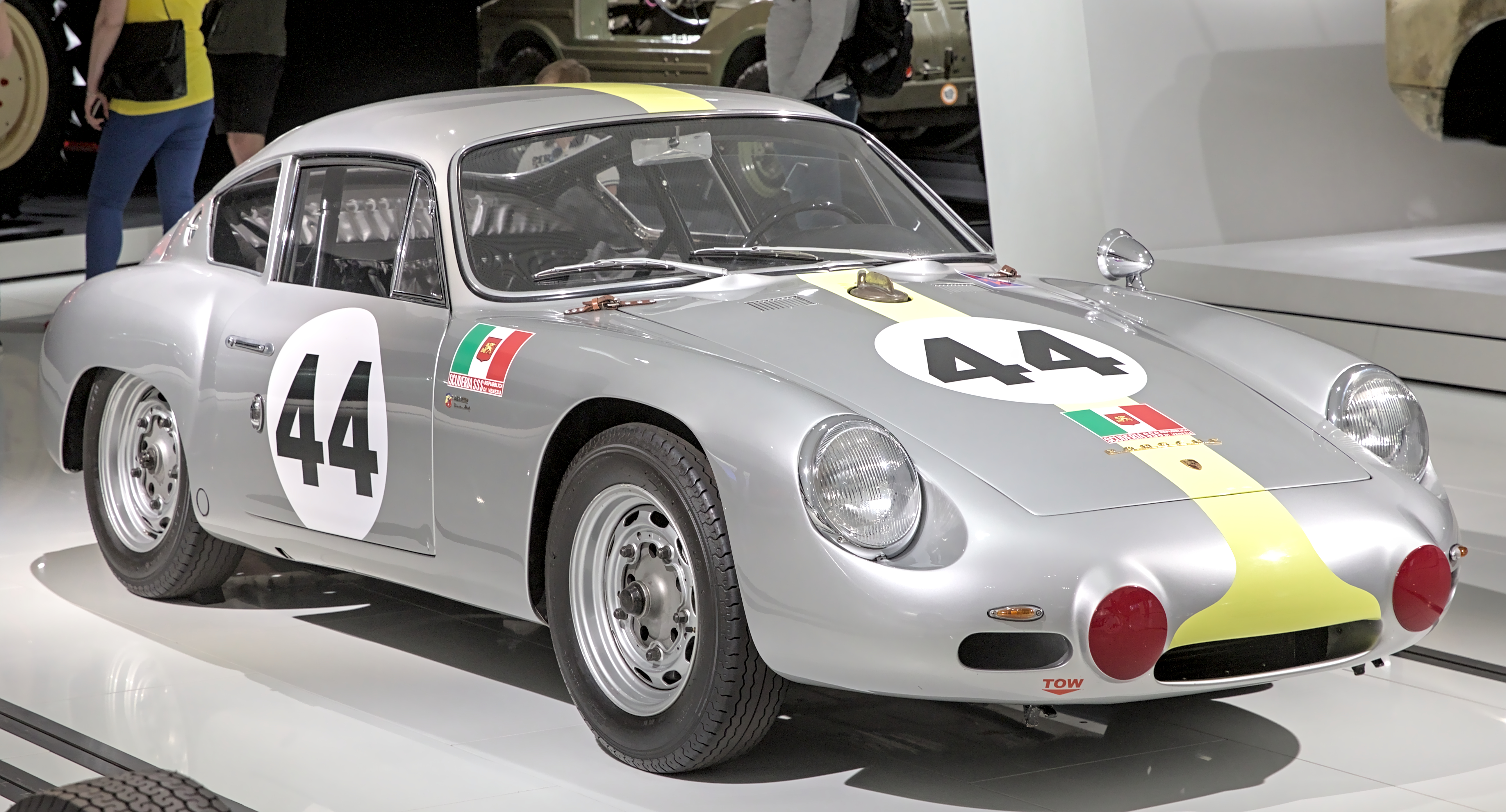
Porsche 356 B Carrera GTL Abarth

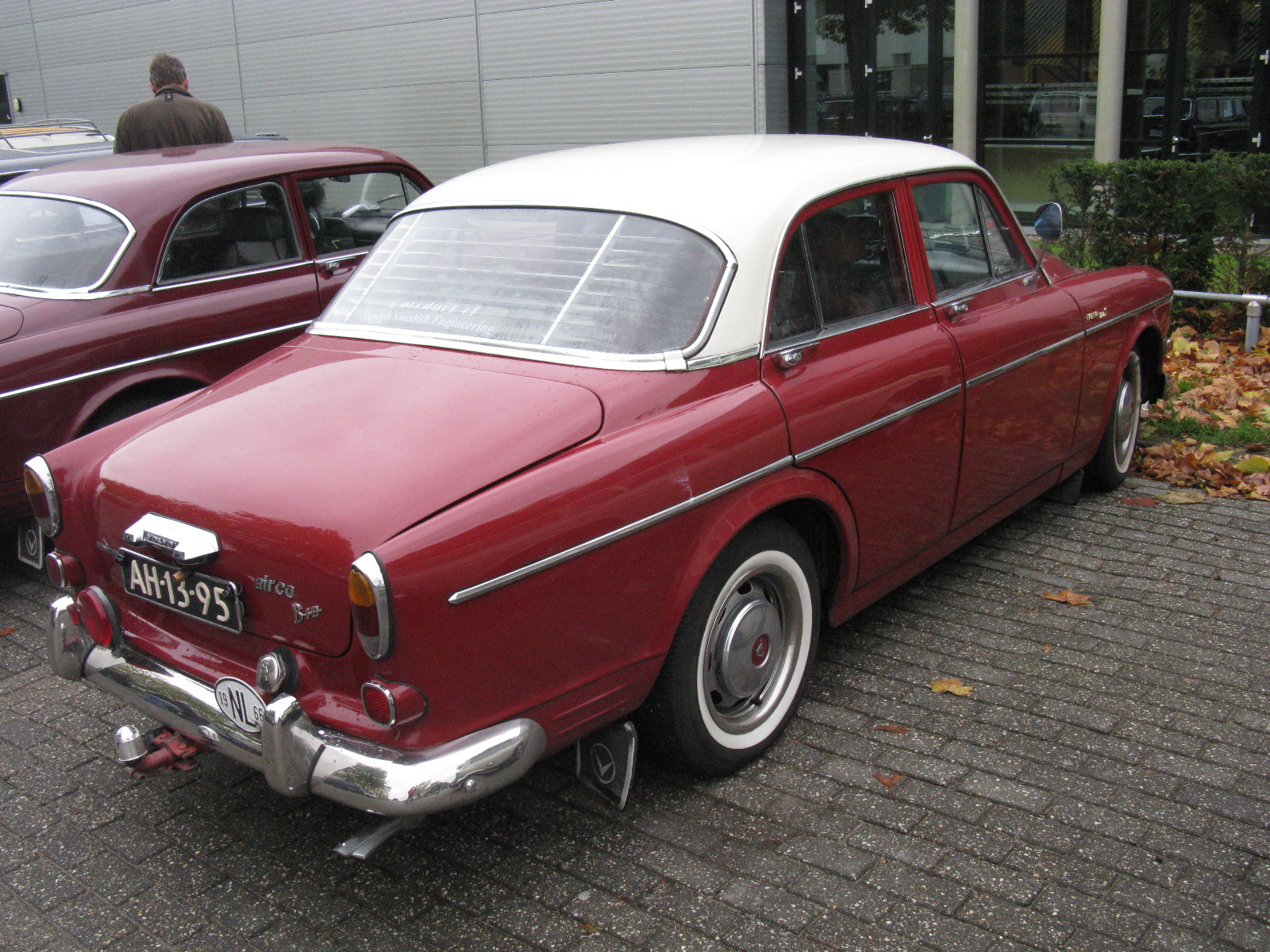
Volvo 122 S

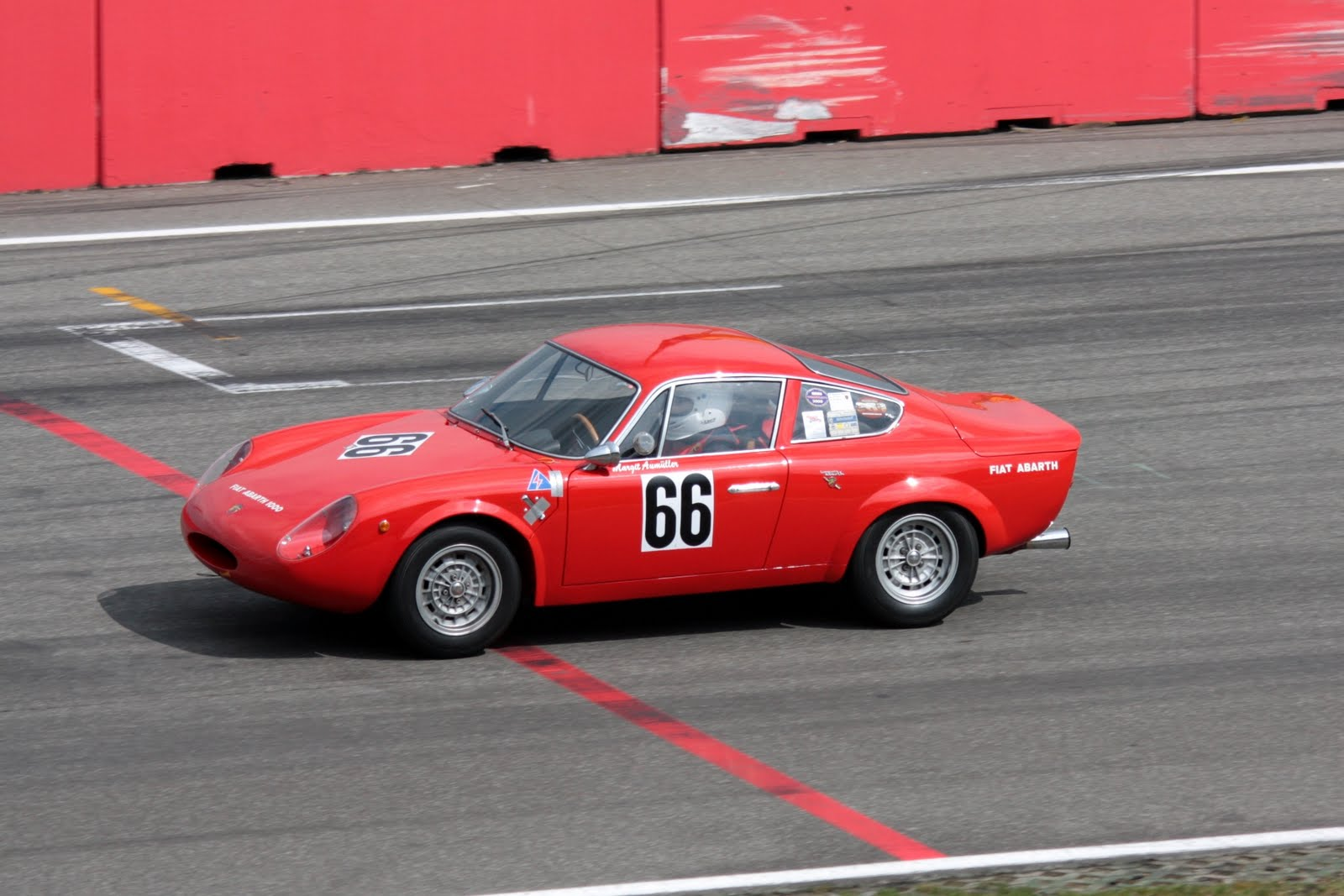
Abarth 1000 GT

Beim 1000-km-Rennen auf dem Nürburgring startete Mahle auf Einladung des Münchener Unternehmers Siegfried Günther mit einem Porsche 356 B Carrera GTL Abarth. Kurz vor dem Start am Sonntagmorgen befand sich Günther in einem desolaten gesundheitlichen Zustand. Mahle fuhr das erste Drittel des Rennens und übergab dann an Günther, der seinerseits rund eine Minute langsamer war als Mahle zuvor. Nach 2 Runden stieg Günther aus dem Wagen und Mahle setzte das Rennen fort. Er holte den erlittenen Rückstand auf den Klassenführenden fast auf und wurde am Ende 2. seiner Klasse und 7. der Gesamtwertung. Das Rennen wurde von Carlo Abarth beobachtet, der Mahle aufgrund seiner Fahrweise dazu einlud, für Abarth das 500-km-Rennen auf dem Nürburgring mit einem Abarth 1000 GT zu bestreiten. Er lag in der letzten Runde des Rennens in Führung, musste aber mit leerem Tank stehenbleiben. Zuschauer halfen mit Benzin aus, so dass er das Ziel noch als 4. der Klasse erreichte.
| Datum                     | Veranstaltung                                               | Fahrzeug                                             | Startnr. | Platzierung                                     |
| ------------------------- | ----------------------------------------------------------- | ---------------------------------------------------- | -------- | ----------------------------------------------- |
| 16.–19. März              | Rallye Lyon – Charbonnières – Stuttgart Solitude            | Mercedes-Benz 300 SL Roadster                        |          | Nicht im Ziel                                   |
| 19. März                  | Flugplatz-Rennen Pferdsfeld                                 | Mercedes-Benz 300 SL Roadster                        | 4        | 2. GT über 1.600 cm³                            |
| 16. April                 | Flugplatzrennen Niedersachsen                               |                                                      |          | 2.                                              |
| 23. April                 | Internationales Bergrennen Eberbach                         | Mercedes-Benz 300 SL Roadster Volvo 122 S DKW Junior | 191 98   | 1. Klasse 4. Klasse                             |
| 7. Mai                    | Internationales Flugplatz-Rennen Pferdsfeld                 | Volvo 122 S                                          | 158      | 1.                                              |
| 28. Mai                   | Internationales 1.000-km-Rennen auf dem Nürburgring         | Porsche 356 B Carrera GTL Abarth                     | 70       | 2. GT bis 2,0l 7. Gesamt                        |
| 9. Juli                   | 12h-Rennen Nürburgring                                      | Volvo 122 S Porsche 356 B Carrera GTL Abarth         | 24       | 2. Tourenwagen bis 1.600 cm³ 1. Porsche-Wertung |
| 30. Juli                  | Internationales Bergrennen Schauinsland                     | Mercedes 300 SL Roadster                             | 66       | 1. GT über 2,0l                                 |
|                           | HMSC-Rennen Rheinland-Pfalz in Pferdsfeld                   |                                                      |          | 1.                                              |
| 6. August                 | AvD-Rheinland-Pfalz Preis beim Großen Preis von Deutschland | Volvo PV 544                                         | 120      | 1.                                              |
| 20. August                | HMSC Bergrennen Taunus                                      | Mercedes-Benz 300 SL Roadster                        |          | 1.                                              |
| 27. August                | Flugplatzrennen Trier                                       | Volvo PV 544                                         |          | 1.                                              |
| 3. September              | ADAC-500-km-Rennen Nürburgring                              | Abarth 1000 GT                                       | 111      | 6.                                              |
| 17. September             | Bergrennen Pirmasens                                        | Mercedes-Benz 300 SL Roadster DKW Junior             | 46       | 1. GT über 1.600 cm³ 2. bis 800 cm³             |
| 24. September             | 12-Stunden Rennen Hockenheim                                | Volvo PV 544                                         | 24       | 2.                                              |
| 26. Oktober – 5. November | Gran Premio Argentina                                       | Mercedes-Benz 220 SE                                 | 515      | nicht im Ziel                                   |

### 1962
Auch in diesem Jahr war Eberhard Mahle mit Autos verschiedener Marken erfolgreich. Der größte Erfolg in diesem Jahr war der beim 500-km-Rennen auf dem Nürburgring, bei dem er erneut mit einem Abarth startete. Abarth startete mit einem Team aus drei Fahrzeugen, die allesamt von deutschen Fahren gesteuert wurden. Mahles Teamkollegen waren Hans Herrmann und Herbert Linge. Vor dem Rennen loste Carlo Abarth die Stallorder aus, nach der Herrmann vor Linge und Mahle gewinnen sollte. Im Rennen schieden sowohl Herrmann als auch Linge mit defekten Halbwellen aus, so dass Mahle trotz einer materialschonenden Fahrweise mit großem Abstand gewann.
| Datum         | Veranstaltung                                                      | Fahrzeug                                           | Startnr. | Platzierung                                        |
| ------------- | ------------------------------------------------------------------ | -------------------------------------------------- | -------- | -------------------------------------------------- |
| 8. April      | Bergrennen Taunus                                                  | Mercedes-Benz 300 SL Roadster Volvo PV 544         | 81       | 1. Gesamt 1. Tourenwagen bis 1.600 cm³             |
| 15. April     | Bergrennen Eberbach                                                | Mercedes-Benz 300 SL Roadster                      |          | 2. GT über 2.000 cm³                               |
| 5. Mai        | Wallbergrennen                                                     | Mercedes-Benz 220 SE                               | 98       | 2. Tourenwagen über 2.000 cm³                      |
| 6. Mai        | Internationales Pferdsfeld Flugplatz-Rennen auf dem Hockenheimring | Volvo PV 544 Volvo 122 S                           | 81 95    | 1. Tourenwagen bis 1.600 cm³ 1.                    |
| 13. Mai       | AVUS-Rennen                                                        | Abarth 1000 GT                                     |          | nicht im Ziel                                      |
| Mai           | Flugplatzrennen Pferdsfeld                                         | Volvo 122 S                                        | 158      | nicht im Ziel                                      |
| 27. Mai       | VIII. Internationales ADAC-1000-km-Rennen auf dem Nürburgring      | Porsche 356 B Carrera GTL Abarth                   | 22       | 9. Gesamt 2. GT-Wagen bis 2,0 l                    |
| 3. Juni       | 2. BCA Flugplatzrennen Oberschleißheim                             | Mercedes-Benz 300 SL Roadster Mercedes-Benz 220 SE | 61       | 3. GT über 2.000 cm³ 1. Tourenwagen über 2.000 cm³ |
| 17. Juni      | Internationales 6-Stunden-Rennen Nürburgring                       | Mercedes-Benz 220 SE                               | 106      | nicht im Ziel                                      |
| 8. Juli       | ADAC-12-Stunden Rennen Nürburgring                                 | Volvo 122 S                                        | 24       | nicht im Ziel                                      |
| 15. Juli      | Trophée d’Auvergne, Clermont-Ferrand                               | Fiat-Abarth 1000 S                                 | 27       | nicht im Ziel                                      |
| 19.–22. Juli  | Internationales Bergrennen Schauinsland                            | Abarth 1000 GT                                     | 19       | 1. GT-Wagen bis 1.000 cm³                          |
| 2. September  | III. Internationales ADAC-500-km-Rennen auf dem Nürburgring        | Fiat-Abarth 1000 Bialbero                          | 86       | 1. Gesamt                                          |
| 9. September  | Internationales Bergrennen Gaisberg                                | Mercedes 220 SE                                    | 111      | 1. Tourenwagen über 2.000 cm³                      |
| 15. September | 1. Timmelsjoch-Bergrennen                                          | Mercedes 220 SE                                    | 74       | 1. Tourenwagen über 2.000 cm³                      |

### 1963

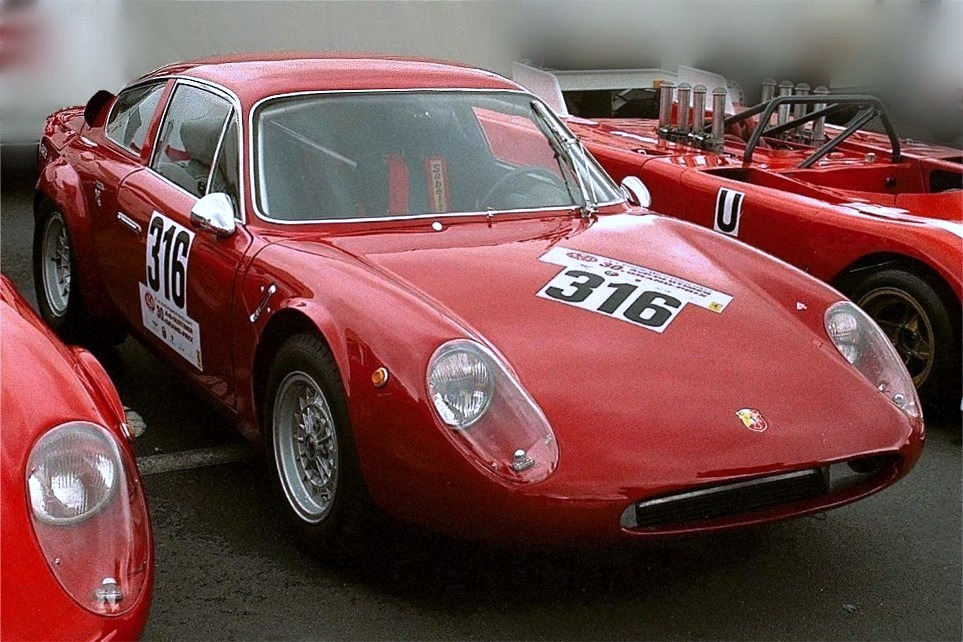
Simca-Abarth 1300

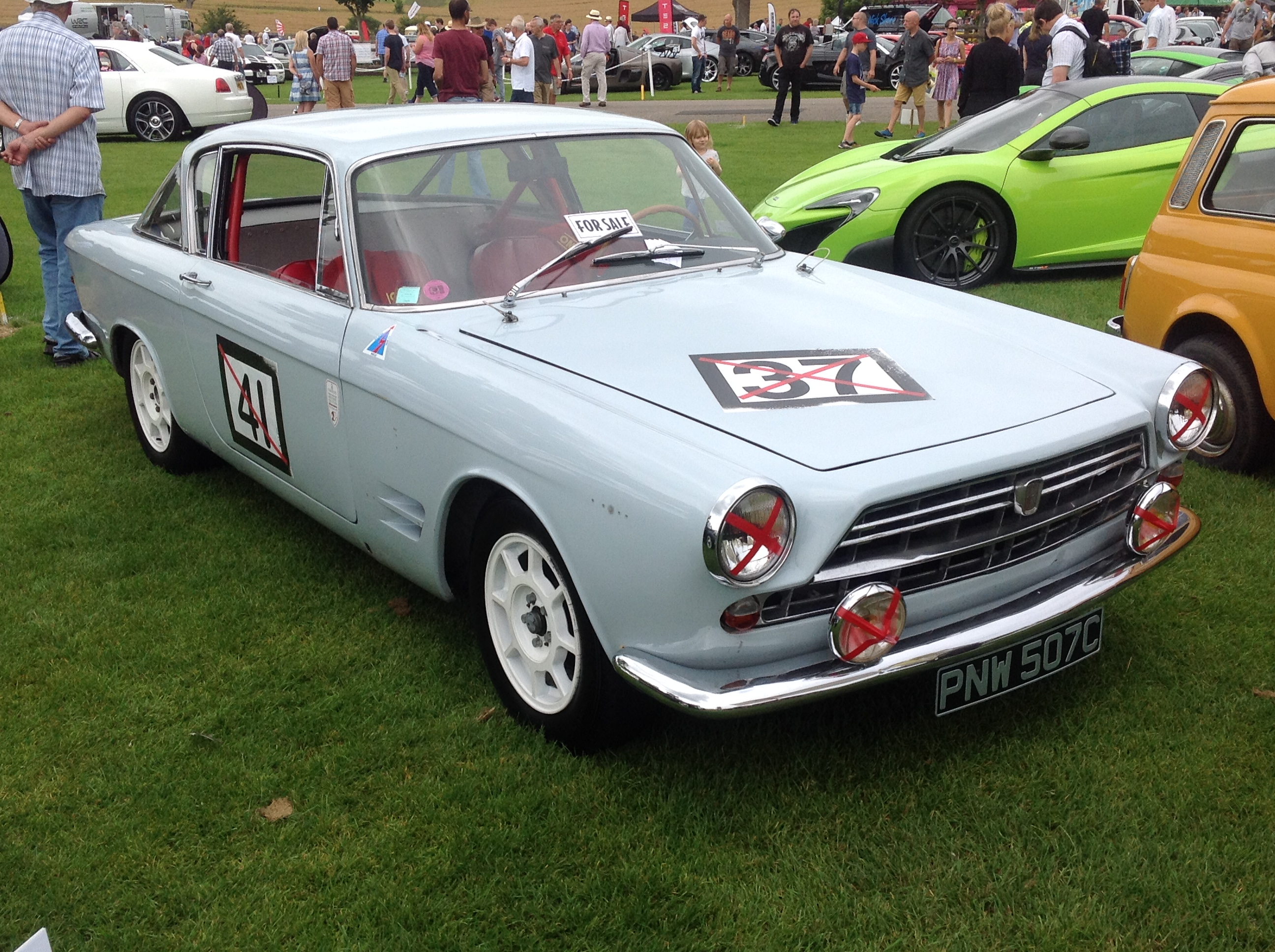
Fiat-Abarth 2300 S

In diesem Jahr startete Eberhard Mahle hauptsächlich auf Fahrzeugen von Mercedes-Benz und Abarth. Im Sommer erlitt er beim Wasserski-Fahren einen Unfall, dessen Folgen ihn bis zum nächsten Jahr außer Gefecht setzten.
| Datum        | Veranstaltung                                           | Fahrzeug                               | Startnr. | Platzierung                                             |
| ------------ | ------------------------------------------------------- | -------------------------------------- | -------- | ------------------------------------------------------- |
| 30.–31. März | Internationale Städte Rallye München-Wien-Budapest      | Mercedes-Benz 220 SE                   | 27       | 2. Tourenwagen über 2.000 cm³                           |
| 21. April    | Internationales Bergrennen Eberbach                     | Mercedes-Benz 220 SE                   | 118      | 2. Tourenwagen über 2.000 cm³                           |
| 19. Mai      | Internationales ADAC-1000-km-Rennen auf dem Nürburgring | Simca-Abarth 1300                      | 1        | Nicht im Ziel                                           |
| 9. Juni      | Bergrennen Rossfeld                                     | Abarth 1000 Berlina Fiat-Abarth 2300 S | 35 85    | 1. GT-Wagen bis 1.000 cm³ 1. Tourenwagen über 2.000 cm³ |
| 16. Juni     | Internationales 6-Stunden-Rennen, Nürburgring           | Mercedes-Benz 220 SE                   | 106      | 1. Tourenwagen bis 2.500 cm³                            |
| 23. Juni     | Hockenheimring                                          | Abarth 1000 Berlina Fiat Abarth 2300 S | 50 64    | 1. GT-Wagen bis 1.000 cm³ 1. Tourenwagen bis 2.500 cm³  |
| 6.–7. Juni   | XV. ADAC Ratisbona Bergrennen                           | Mercedes-Benz 220 SE                   | 99       | 1. Tourenwagen bis 2.500 cm³                            |
| 4. August    | AvD-Rheinland-Pfalz Preis für GTs Nürburgring           | Porsche 356 1600 S                     |          | 4.                                                      |

### 1964 / 1965

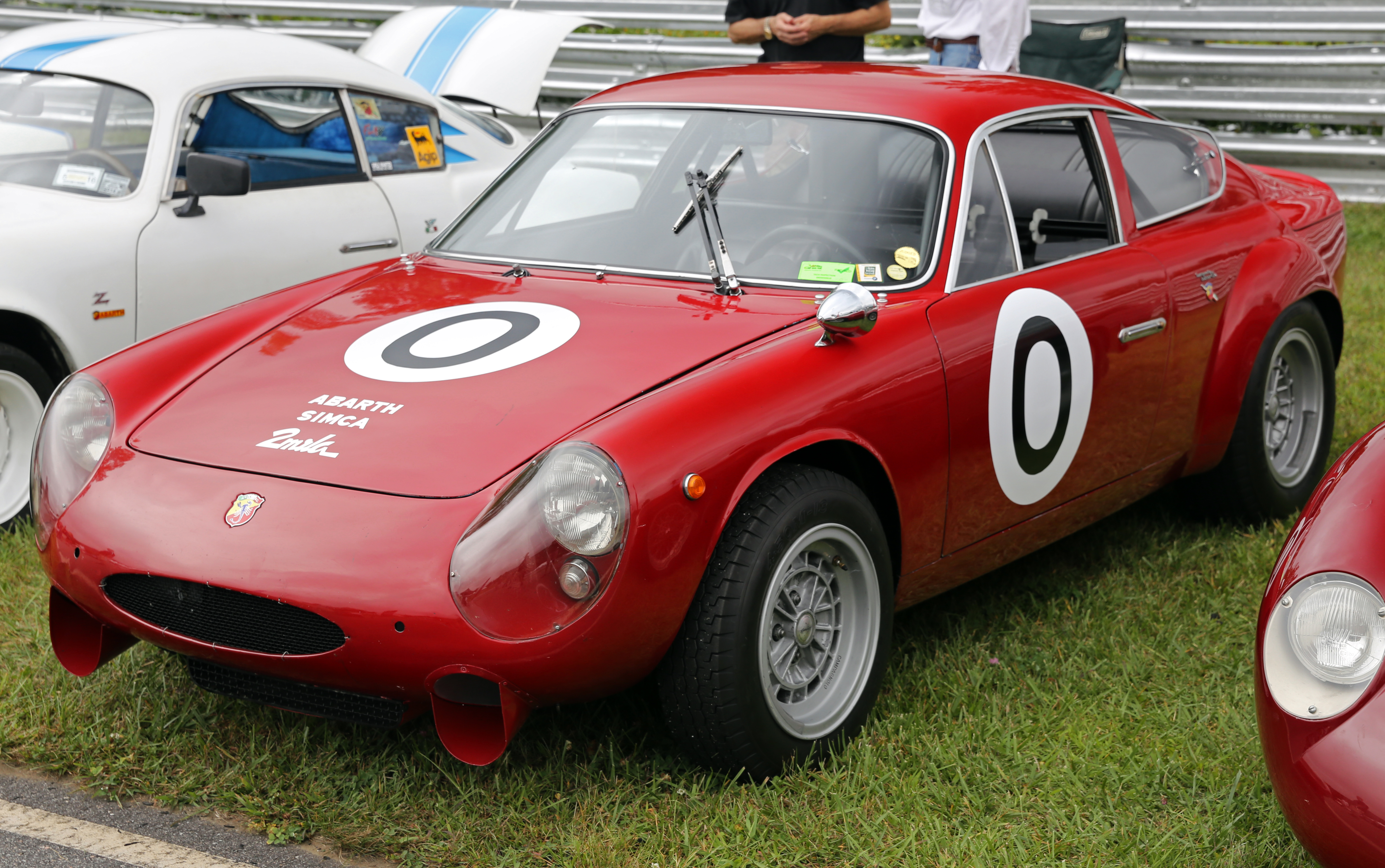
Abarth-Simca 2000 GT

Nachdem sein Bein nach dem Wasserski-Unfall verheilt war, trat Mahle beim „Curd Barry Gedenkrennen“ auf dem Flugplatz in Wien-Aspern an. Hier errang er den Gesamtsieg auf einem Abarth-Simca 2000. Kurz danach verunfallte Mahle bei einer Go-Kart Veranstaltung in der Panzerkaserne Böblingen. Es handelte sich um eine reine Werbeveranstaltung für den Go-Kart-Sport. Teilnehmer waren u. a. der Kommandeur der Kaserne und der Bürgermeister von Böblingen. Die Karts gehörten der Kaserne, dienten der Freizeitgestaltung der Soldaten und befanden sich in einem schlechten Wartungszustand. Der Parcours bestand aus zwei ca. 70 m langen Geraden, die Wendepunkte waren nur mit Pylonen markiert. In ungefähr 10 m Abstand parkte eine Reihe von Schützenpanzern. Mahles Kart sprang zunächst nicht an und musste nach dem Austausch der Zündkerze angeschoben werden. Am Ende der Geraden blieb das Gaspedal des Karts hängen und die Bremse zeigte keine Wirkung. Mahle zwang das Kart in einen Dreher um es zu bremsen, prallte aber dennoch in einen der Schützenpanzer. Er verlor das Bewusstsein und wurde ins Sindelfinger Krankenhaus gebracht. Hier wurde ihm in Aussicht gestellt, dass er sein Bein aufgrund zahlreicher Brüche verlieren würde. Die Familie Mahle nutzte daraufhin ihre Kontakte und Mahle wurde umgehend in das Kantonsspital Graubünden in Chur verlegt, wo er von Professor Martin Allgöwer erfolgreich operiert worden ist. Eberhard Mahle blieb von April 1964 bis Oktober 1965 in der Klinik. Er konnte das verletzte Bein wieder belasten, aber sein Knie nur noch bis 90 Grad anwinkeln.
| Datum     | Veranstaltung                | Fahrzeug             | Startnr. | Platzierung |
| --------- | ---------------------------- | -------------------- | -------- | ----------- |
| 12. April | Großer Preis von Wien-Aspern | Abarth-Simca 2000 GT | 91       | 1. Gesamt   |

### 1966
Kaum zu Hause angekommen, begann Mahle mit Überlegungen zur anstehenden Motorsportsaison 1966. Er wollte an einer Europameisterschaft teilnehmen, wofür entweder die Rallye- oder die Berg-Meisterschaften in Frage kamen. Wegen der bei Bergrennen geringeren Belastung entschied sich Mahle für die Europa-Bergmeisterschaft. Nun musste er noch ein siegfähiges Fahrzeug beschaffen. In Frage kamen dafür in erster Linie der Ferrari 275 GTB oder der Shelby Mustang 350 GT. Nach Anfragen bei Ferrari und Ford musste Mahle jedoch erkennen, dass beide Werke kein Interesse an einer werksseitigen Unterstützung Mahles in der Berg-Europameisterschaft hatten. Stattdessen schaffe er sich einen Porsche 911 an, den er von Gerhard Mitter tunen ließ. Porsche unterstützte dies, in dem Mitter und Mahle die Motorenprüfstände in Zuffenhausener Porsche-Werk nutzen durften. Mitter steigerte die Leistung des Porsche-Motors von 130 PS auf 166 PS. Getestet wurde der 911er bei der Rallye Astronomia in Weil der Stadt. Mahle war der Beste bei 5 der 7 Sonderprüfungen und gewann die Rallye. Schon nach dem Bergpreis Rossfeld erfuhr der Wagen eine erneute Leistungssteigerung auf 186 PS, womit er bei den folgenden Rennen kaum mehr zu besiegen war.

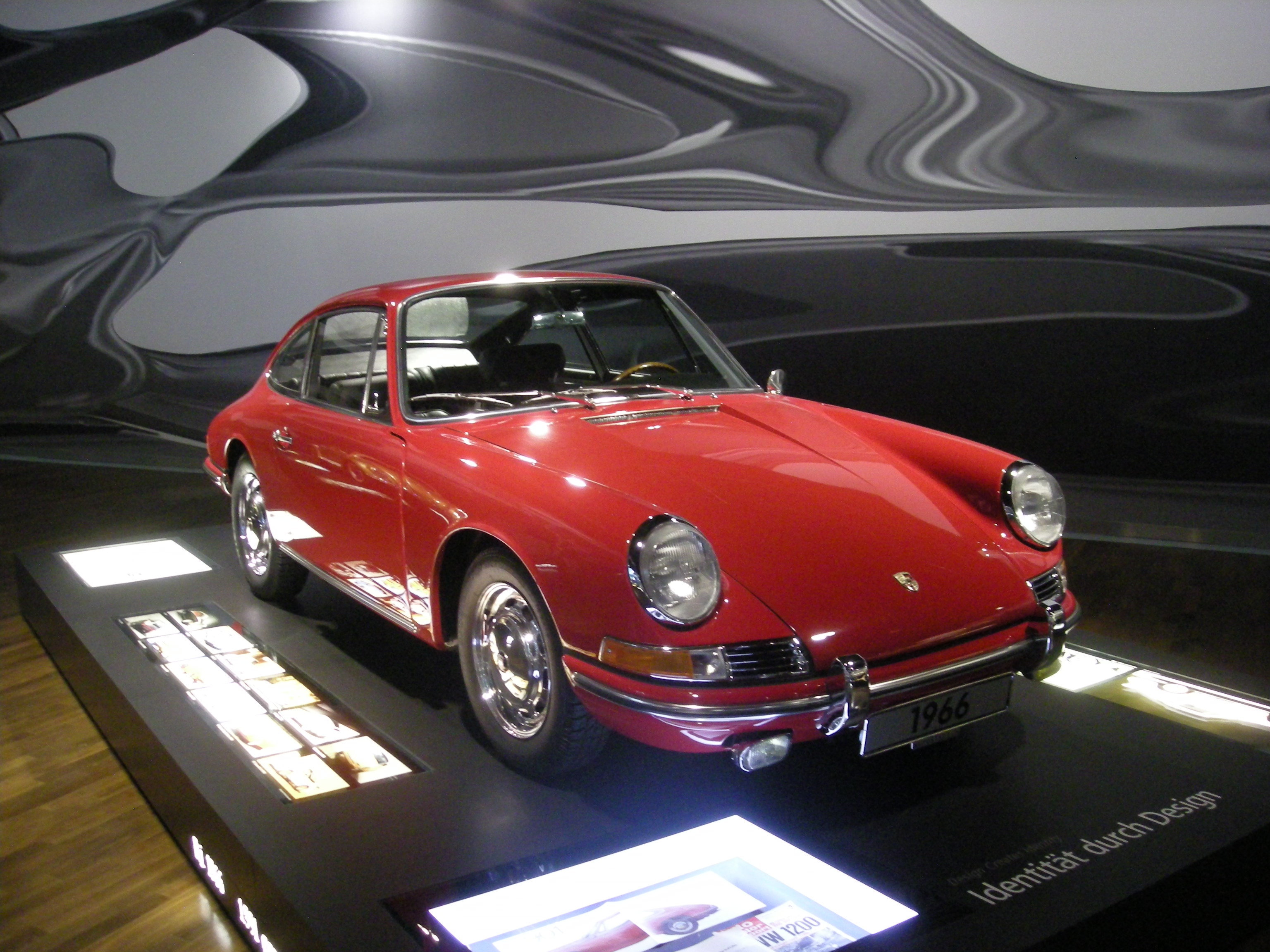
Porsche 911

Nach dem Sieg beim Bergrennen Schauinsland und dem damit verbundenen Gewinn der Europameisterschaft erklärte Mahle zum Ende des Jahres 1966 seinen Rücktritt vom Motorsport.
| Datum        | Veranstaltung                                 | Fahrzeug    | Startnr. | Platzierung               |
| ------------ | --------------------------------------------- | ----------- | -------- | ------------------------- |
| 23. April    | Rallye Astronia                               | Porsche 911 |          | 1. Gesamt                 |
| 15. Mai      | Internationales Bergrennen Eberbach           | Porsche 911 | 184      | 1. GT bis 2.000 cm³       |
| 12. Juni     | Internationaler Alpen Bergpreis Rossfeld      | Porsche 911 | 47       | 3. GT 1. GT bis 2.000 cm³ |
| 26. Juni     | Course Internationale du Côte du Mont-Ventoux | Porsche 911 | 120      | 1. GT                     |
| 10. Juli     | Bergrennen Trento-Bordone                     | Porsche 911 | 236      | 1. GT                     |
| 24. Juli     | Bergrennen Cesana-Sestriere                   | Porsche 911 | 446      | 1. GT                     |
| 31. Juli     | Bergrennen Freiburg-Schauinsland              | Porsche 911 | 23       | 1. GT                     |
| 28. August   | Bergrennen Sierre-Montana-Crans               | Porsche 911 | 232      | 1. GT                     |
| 4. September | Gaisbergrennen                                | Porsche 911 | 53       | nicht im Ziel             |

1968 verabschiedete sich Mahle vom Rennsport, um sich Aufgaben in der Führung des Familienunternehmens zu widmen. Er lebte bis zu seinem Tod in Leonberg und nahm regelmäßig als Gast an historischen Motorsport-Veranstaltungen teil. Eberhard Mahle war Beirat der Mahle-Stiftung.

## Auszeichnungen
(Quelle: )
- 1954 Württembergisches ADAC-Gausportabzeichen in Bronze
- 1956 ADAC-Sportabzeichen in Silber
- 1956 ADAC-Gausportabzeichen in Gold
- 1957 ADAC-Sportabzeichen in Gold
- 1957 Deutscher Meister GT-Wagen bis 1300 cm³
- 1959 ONS-Bergmeisterpokal für Tourenwagen ("Deutsche Bergmeisterschaft")[90]
- 1959 Goldenes AvD-Sportabzeichen mit silbernen Lorbeerblättern
- 1959 ADAC Ehrennadel in Gold
- 1960 Goldenes AvD-Sportabzeichen mit goldenen Lorbeerblättern
- 1961 ADAC-Sportabzeichen mit Brillanten
- 1963 Goldenes AvD-Sportabzeichen mit goldenen Lorbeerblättern und Brillanten
- 1967 Silbernes Lorbeerblatt

## Statistik

### Einzelergebnisse in der Sportwagen-Weltmeisterschaft
| Saison | Team                      | Rennwagen                                   | 1   | 2   | 3   | 4   | 5   | 6   | 7   | 8   | 9   | 10  | 11  | 12  | 13  | 14  | 15  | 16  | 17  | 18  | 19  | 20  | 21  | 22  |
| ------ | ------------------------- | ------------------------------------------- | --- | --- | --- | --- | --- | --- | --- | --- | --- | --- | --- | --- | --- | --- | --- | --- | --- | --- | --- | --- | --- | --- |
| 1957   | Eberhard Mahle            | Alfa Romeo Giulietta SV                     | BUA | SEB | MIM | NÜR | LEM | KRI | CAR |     |     |     |     |     |     |     |     |     |     |     |     |     |     |     |
| 1957   | Eberhard Mahle            | Alfa Romeo Giulietta SV                     | 33  |     |     |     |     |     |     |     |     |     |     |     |     |     |     |     |     |     |     |     |     |     |
| 1959   | Porsche Auto-Wax          | Porsche 550 Alfa Romeo Giulietta SV Zagato  | SEB | TAR | NÜR | LEM | RTT |     |     |     |     |     |     |     |     |     |     |     |     |     |     |     |     |     |
| 1959   | Porsche Auto-Wax          | Porsche 550 Alfa Romeo Giulietta SV Zagato  |     | 2   | DNF |     |     |     |     |     |     |     |     |     |     |     |     |     |     |     |     |     |     |     |
| 1961   | Siegfried Günther         | Porsche 356                                 | SEB | TAR | NÜR | LEM | PES |     |     |     |     |     |     |     |     |     |     |     |     |     |     |     |     |     |
| 1961   | Siegfried Günther         | Porsche 356                                 | 7   |     |     |     |     |     |     |     |     |     |     |     |     |     |     |     |     |     |     |     |     |     |
| 1962   | Abarth Paul-Ernst Strähle | Fiat-Abarth 1000 Porsche 356                | DAY | SEB | SEB | MAI | TAR | BER | NÜR | LEM | TAV | CCA | RTT | NÜR | BRI | BRI | PAR |     |     |     |     |     |     |     |
| 1962   | Abarth Paul-Ernst Strähle | Fiat-Abarth 1000 Porsche 356                |     |     |     |     |     | DNF | 9   |     | DNF |     |     | 1   |     |     |     |     |     |     |     |     |     |     |
| 1963   | Abarth                    | Abarth-Simca 1300 Bialbero Fiat-Abarth 1000 | DAY | SEB | SEB | TAR | SPA | MAI | NÜR | CON | ROS | LEM | MON | WIS | TAV | FRE | CCE | RTT | OVI | NÜR | MON | MON | TDF | BRI |
| 1963   | Abarth                    | Abarth-Simca 1300 Bialbero Fiat-Abarth 1000 |     |     |     |     |     |     | DNF |     | 8   |     |     |     |     |     |     |     |     |     |     |     |     |     |
| 1966   | Eberhard Mahle            | Porsche 911                                 | DAY | SEB | MON | TAR | SPA | NÜR | LEM | MUG | CCE | HOK | SIM | NÜR | ZEL |     |     |     |     |     |     |     |     |     |
| 1966   | Eberhard Mahle            | Porsche 911                                 |     |     |     |     |     |     |     | 10  |     |     |     |     |     |     |     |     |     |     |     |     |     |     |
| 1967   | Abarth                    | Abarth 1300 OT                              | DAY | SEB | MON | SPA | TAR | NÜR | LEM | HOK | MUG | BRH | CCE | ZEL | OVI | NÜR |     |     |     |     |     |     |     |     |
| 1967   | Abarth                    | Abarth 1300 OT                              |     |     |     |     | DNF |     |     |     |     |     |     |     |     |     |     |     |     |     |     |     |     |     |